# Mittel der Schweizer Luftwaffe
Die Liste der Mittel der Schweizer Luftwaffe zeigt die aktuellen und historischen Luftfahrzeuge, Fliegerabwehrwaffen und Nachrichtentechnik der Schweizer Luftwaffe.

## Personal, Stand 2019
aus
- Total: 19900 (militärisches und ziviles Personal: 1280 / Miliz 18.620) Männer: 19.647; Frauen: 253
- Total Piloten: 335 (Berufsmilitär: 210 / Miliz: 125) Männer: 327; Frauen: 8
- Total Betriebspersonal (Mechaniker und Flugplatzpersonal): 6.935 (ziviles Personal: 410 / Miliz 6.525) Männer 6.870; Frauen: 65
- Total sonstiges Luftwaffenpersonal: 12.630 (militärisches und ziviles Personal: 660 / Miliz 11.070) Männer: 12.450; Frauen: 180

## Luftfahrzeuge

### Bezeichnungssystem

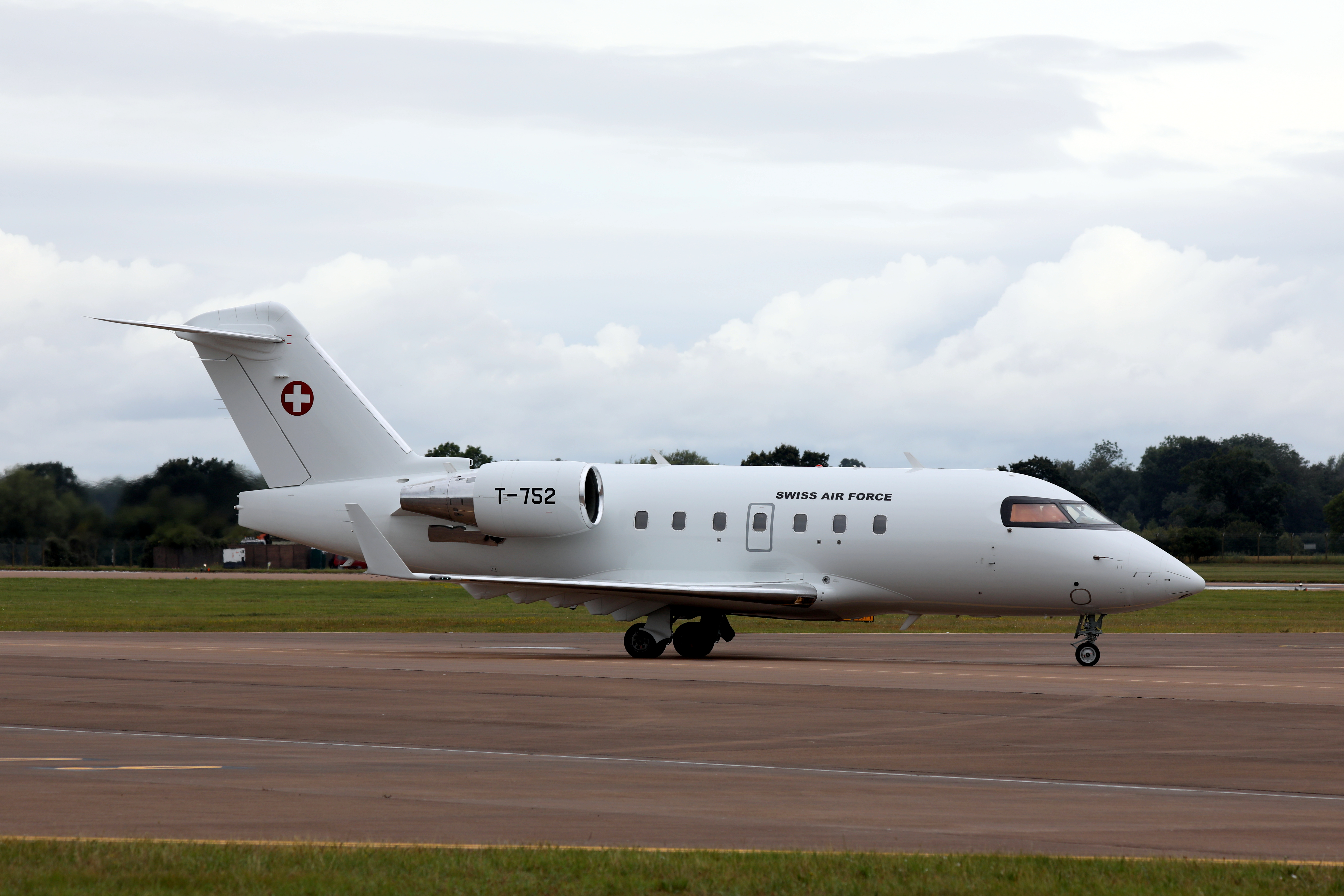
CL604 der Schweizer Luftwaffe mit dem Kennzeichen T-752

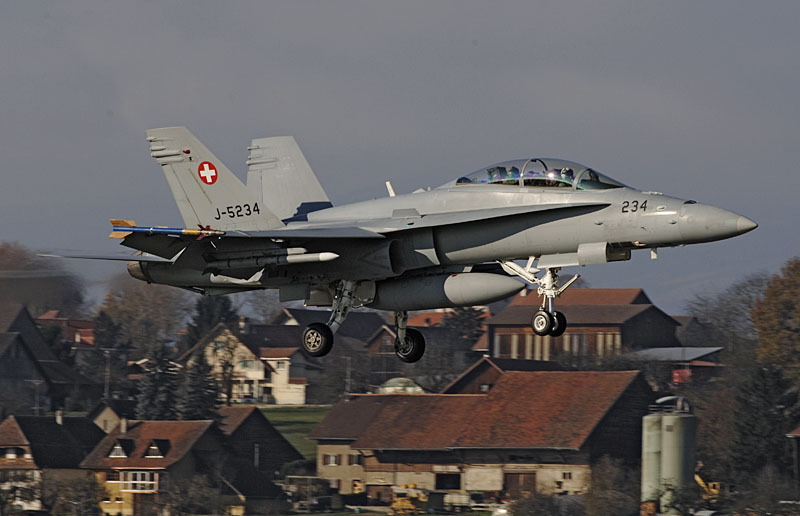
Eine F/A-18D mit dem Kennzeichen J-5234

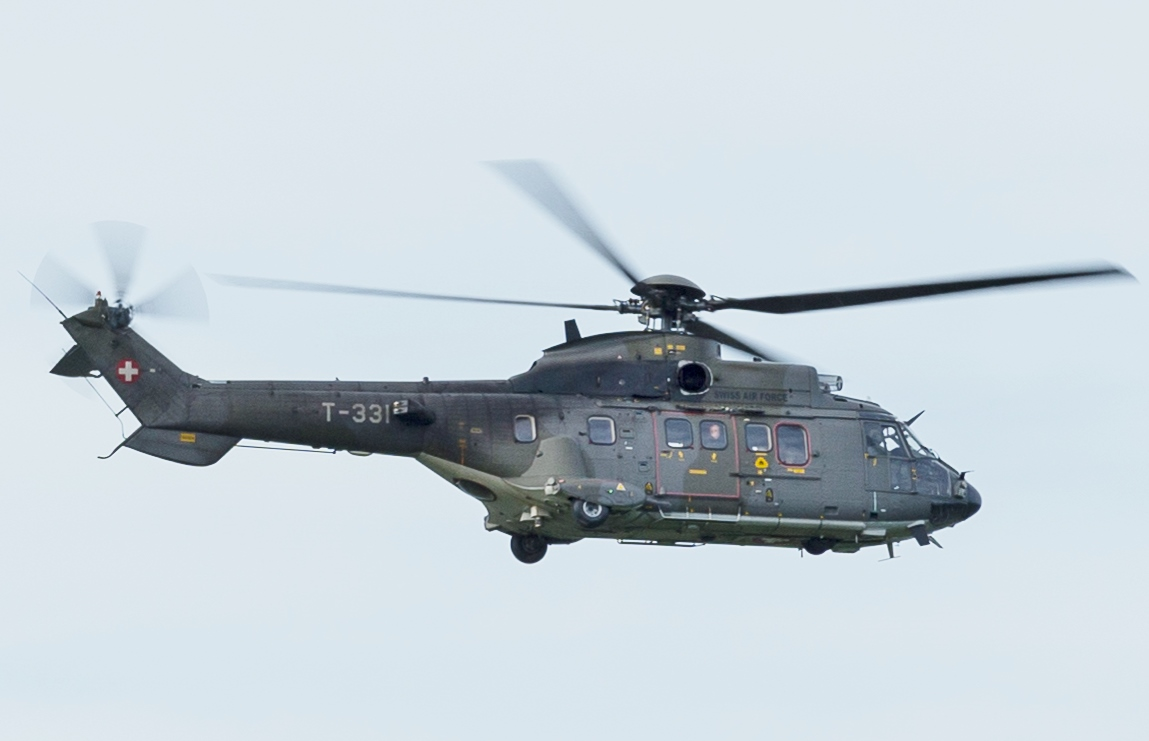
Ein Aérospatiale AS 332 Cougar mit dem Kennzeichen T-334

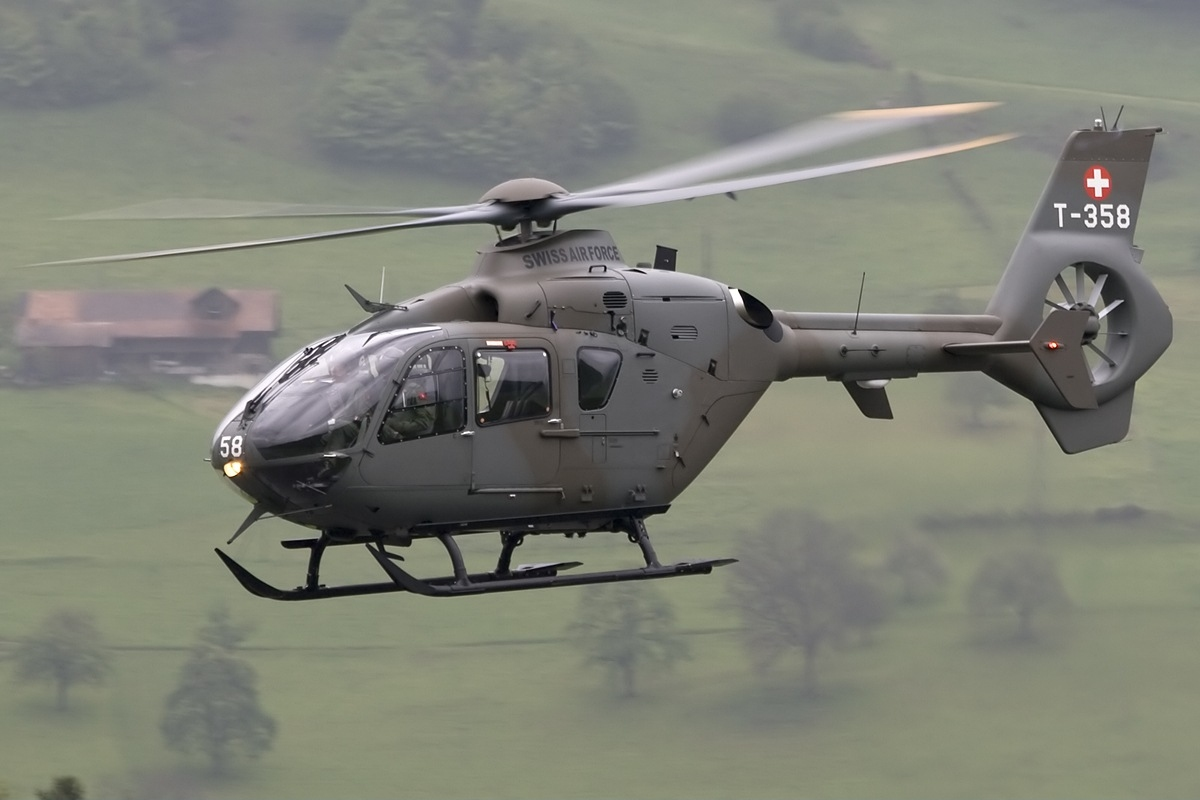
Ein Eurocopter EC 635 mit dem Kennzeichen T-358

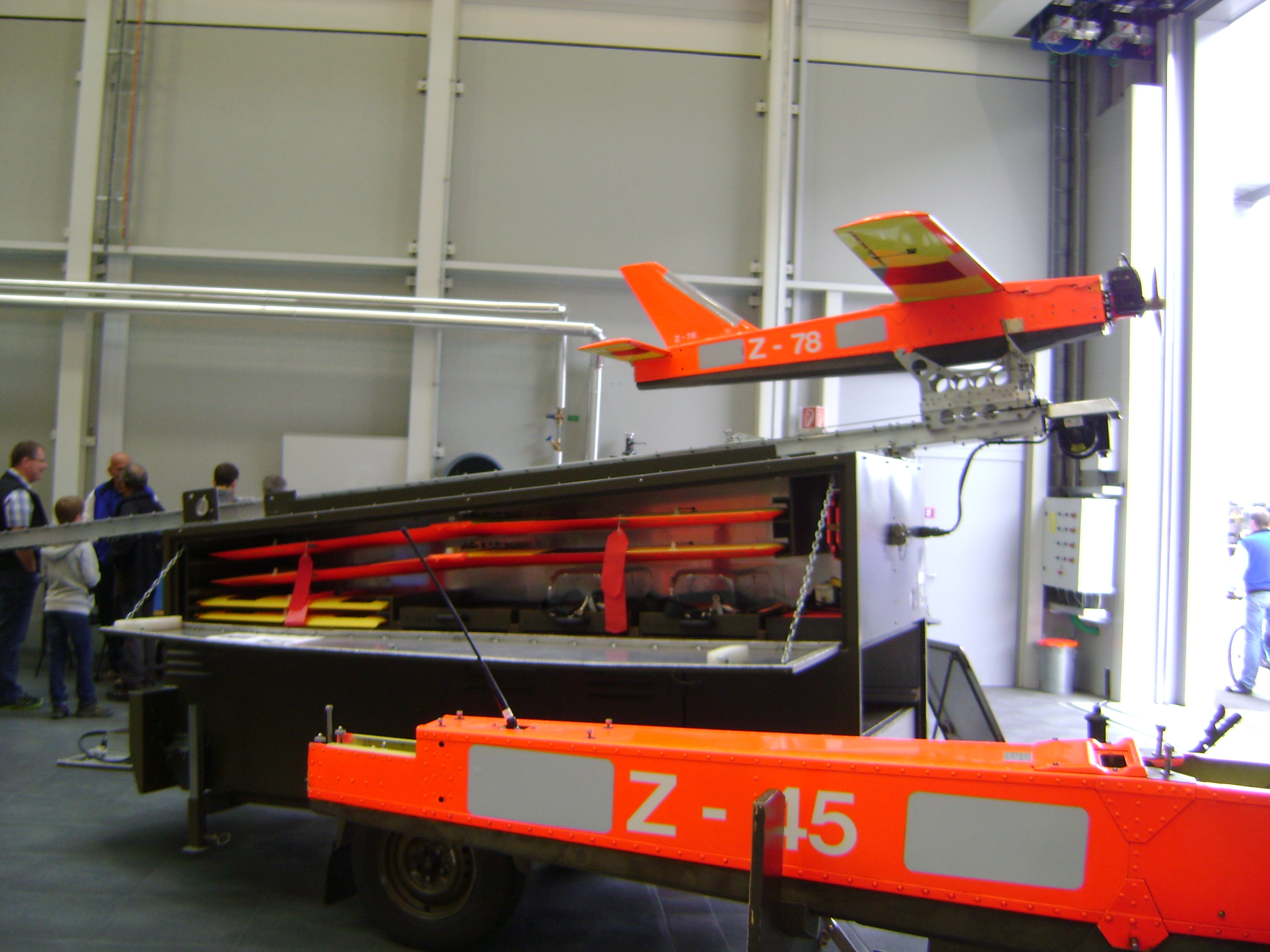
KZD 85 (Kleinzieldrohne 1985) mit den Kennzeichen Z-'78 und Z-45

1936 wurde ein neues Bezeichnungssystem bei der Flugwaffe eingeführt. Ein vorgesetzter Buchstabe gab Auskunft über den Verwendungszweck der Maschine. Die Nummern wurden wieder in Gruppen den Maschinen zugeteilt. Bei Maschinen, die sich schon im Einsatz befanden, wurden die Buchstaben unter Beibehaltung der Nummer vorgesetzt. Umnummerierungen wurden selten gemacht; die Pilatus P-2 und die Maschinen der KAB-Reihe waren die grössten.
| Kennbuchstabe | Verwendungszweck  |
| ------------- | ----------------- |
| A             | Ausbildung        |
| B             | Bomber            |
| C             |                   |
| D             | Drohne            |
| E             | Erprobung         |
| J             | Jäger             |
| KAB           | Kampfbeobachtung  |
| R             | Reconnaissance    |
| T             | Transport         |
| U             | Umschulung        |
| V             | Verbindung        |
| X             | Trainings Mock-up |
| Z             | Zieldrohne        |

Diese Buchstaben werden durch eine Reihe mit zwei bis vier Ziffern ergänzt.
Bei den Jet-Jagdflugzeugen sind vier Ziffern üblich.
Die erste Ziffer ergibt den Flugzeugtyp. Die nächsten drei sind für den Subtyp und die einzelnen Flugzeuge, mit der ersten und zweiten teilweise für den Subtyp; und die dritte und vierte für die einzelnen Flugzeuge. In den folgenden Auflistungen sind die einzelnen Flugzeuge mit «X» gekennzeichnet:
- Mirage IIIBS = J-200x
- Mirage IIIDS = J-201x
- Mirage IIIRS = R-21xx
- Mirage IIIC = J-22xx
- Mirage IIIS = J-23xx
- Hawker Hunter J-40xx / 41xx (J-4001 bis J-4152)
- Hawker Hunter Trainer J-42xx

Beim aktuellen Flottenbestand unterscheidet sich die Kennzeichnung Einsitzer zu Doppelsitzer der Typen F-5 und F/A-18 wie folgt:
- J-3001 bis J-3098 sind F-5E (Einsitzer)
- J-3201 bis J-3212 sind F-5F (Doppelsitzer)
- J-5001 bis J-5026 sind F/A-18C (Einsitzer)
- J-5231 bis J-5238 sind F/A-18D (Doppelsitzer)

Die meisten Flugzeuge (Pilatus PC-6, Pilatus PC-7, Pilatus PC-9, Pilatus PC-21, DA42) und die Helikopter (Super Puma, Cougar EC635) haben drei Zahlen. Diese folgen ein weitgehend ähnliches Muster auf die vierstellige Zahl.
- PC-6 = V-6xx
- PC-7 = A-9xx
- PC-9 = C-4xx
- PC-21 = A-1xx

Transportluftfahrzeuge haben eine erste Ziffer 3 für Hubschrauber und 7 für Starrflügler.
- Transportflugzeuge = T-7XX
- Helikopter =T-3xx

Zieldrohnen haben nur zwei Zahlen.
Die Bezeichnung «E» wurde nur einmal verwendet, für die De Havilland D.H.98 Mosquito Mk. IV «E-42» die später in B-4 geändert wurde.
Die Bezeichnung «KAB» wird nicht mehr verwendet. Registrationen von ausgemusterten Luftfahrzeugen wurden teilweise wieder verwendet. z. B. bei der FFA P-16 J-3003 und der Northrop F-5E Tiger J-3003.

### Flugzeuge
| Bild       | Flugzeug                   | Herkunft                                            | Typ                          | Versionen                    | In Gebrauch | Bemerkung |
| ---------- | -------------------------- | --------------------------------------------------- | ---------------------------- | ---------------------------- | --- | --- |
| Symbolbild | Lockheed Martin F-35       | Vereinigte Staaten                                  | Mehrzweckkampfflugzeug       | F-35A                        | Noch 0, Zulauf ab 2027 (J-6001 bis J-6036)                                                                          | Die Schweizer F-35A werden wie die norwegischen und niederländischen F-35A mit Bremsschirmbehälter ausgerüstet.                                                             |
|            | McDonnell Douglas F/A-18   | Vereinigte Staaten, in der Schweiz in Lizenz gebaut | Mehrzweckkampfflugzeug       | F/A-18C                      | Ursprünglich beschafft: 26 (J-5001 bis J-5026), eine (J-5022) davon abgestürzt Momentaner Bestand: 25               | Fliegerstaffeln 17, 18 (Payerne) und 11 (Meiringen) |
|            | McDonnell Douglas F/A-18   | Vereinigte Staaten, in der Schweiz in Lizenz gebaut | Mehrzweckkampfflugzeug       | F/A-18D                      | Ursprünglich beschafft: 8 (J-5231 bis J-5238), drei davon (J-5231, J-5235, J-5237) abgestürzt Momentaner Bestand: 5 | Fliegerstaffeln 17, 18 (Payerne) und 11 (Meiringen) |
|            | Northrop F-5               | Vereinigte Staaten, Endmontage in der Schweiz       | Abfangjäger                  | F-5E                         | 14 (7 Stück abgestellt, 22 Stück in Emmen eingelagert, Eigentum USN)                                                | Noch bis 2027, ohne Kampffunktion, nur Trainingspartner, Kunstflug (Patrouille Suisse), Zielschlepper Luft-Luft                                                             |
|            | Northrop F-5               | Vereinigte Staaten, Endmontage in der Schweiz       | Abfangjäger                  | F-5F                         | 12 (jedoch 8 eingelagert) (J-3201 bis J-3212)                                                                       | Training, Luftpolizei und ehemals elektronische Kriegsführung (ECM mit Ericsson Vista 5 mit J-3210 bis J-3212)                                                              |
|            | Pilatus PC-7 Turbo trainer | Schweiz                                             | Trainingsflugzeug            | PC-7                         | 27 (Ursprünglich 40 beschafft)                                                                                      | Training Locarno, Kunstflug Dübendorf |
|            | Pilatus PC-21              | Schweiz                                             | Trainingsflugzeug            | PC-21                        | 8 (A-101 bis A-108)                                                                                                 | Militärflugplatz Emmen |
|            | DHC-6 Twin Otter           | Kanada                                              | Fotoflugzeug                 | DHC-6                        | 1 (T-741) | Betrieb für das Bundesamt für Landestopographie, Heimatflugplatz Dübendorf                                                                                                  |
|            | CL604                      | Kanada                                              | VIP/Ambulanz                 | CL60                         | 2 (T-751,T-752) | von der REGA (früher HB-JRB und HB-JRC) |
|            | Beechcraft King Air        | Vereinigte Staaten                                  | Fotoflugzeug                 | 350C                         | 1 (T-721) | Betrieb für das Bundesamt für Landestopografie, Heimatflugplatz Dübendorf                                                                                                   |
|            | Pilatus PC-6 Turbo-Porter  | Schweiz                                             | Transporter                  | PC-6/B2-H2M-1                | 15 | Lufttransport Staffel 7 Emmen + HB-FCF von armasuisse |
|            | Dassault Falcon 900EX      | Frankreich                                          | VIP-Flugzeug                 | Falcon 900                   | 1 (T-785) | Flughafen Bern-Belp, für die Reisen des Bundesrats |
|            | Pilatus PC-12              | Schweiz                                             | Testflugzeug und Transporter | PC-12                        | 1 (HB-FOG) | Armasuisse Flugplatz Emmen |
|            | Cessna Citation Excel      | Vereinigte Staaten                                  | VIP Transporter              | Ce-560XL                     | 1 (T-784) | Flughafen Bern-Belp |
|            | Bombardier Global 7500     | Kanada                                              | VIP Transporter              | 7500                         | 1 (T-787) | Flughafen Bern-Belp Wird 2025 Mit Selbstschutz ausgerüstet. |
|            | Diamond DA42               | Vereinigte Staaten – Österreich                     | Experimentflugzeug           | Diamond DA42 Aurora Centauer | 1 (R-711) | Armasuisse, Flugplatz Emmen |
| Symbolbild | Elbit Hermes 900           | Israel                                              | UAV                          | ADS-15                       | 1 (6) (D-11 bis D-18)                                                                                               | 6 per 2020 Erste am 9. Dezember 2019, D-17 und D-18 ersetzen die vor der Ablieferung an die Schweizer Luftwaffe zerstörte D-12 und D-13.                                    |
|            | F/A-18C Mock-up            | Schweiz                                             | Trainingsmockup              | F/A-18C                      | 2 | F/A-18C Mock-up, mit welchem diverse Störungen simuliert werden können, um die Bodenmannschaft auszubilden, X-5099 (im Einsatz seit 2013), X-5098 seit März 2017 im Einsatz |

### Helikopter
| Bild            | Helikopter                      | Herkunft               | Verwendung                          | Version          | In Gebrauch          | Bemerkung |
| --------------- | ------------------------------- | ---------------------- | ----------------------------------- | ---------------- | -------------------- | --- |
|                 | Aérospatiale AS 332 Super Puma  | Frankreich             | Mittelschwerer Helikopter           | AS332M1          | 15 (T-311 bis T-325) | Payerne, Militärflugplatz Dübendorf |
|                 | Eurocopter AS 532 UL Cougar Mk1 | Frankreich             | Mittelschwerer Helikopter           | AS532UL          | 10 (T-331 bis T-342) | Alpnach. Eurocopter Cougar T-341 Crash am 30. März 2011 während eines Trainingsflugs im Maderanertal. Absturz eines Cougars (T-338) am 28. September 2016 beim Gotthard-Hospiz T-331 VIP Version |
|                 | Eurocopter EC635                | Frankreich Deutschland | Transporter/Schulungshelikopter/SAR | EC635 P2+        | 18 (T-353 bis T-370) | Alpnach T-367 am 6.11.2024 abgestürzt |
| VIP Transporter | Eurocopter EC635                | Frankreich Deutschland | EC635 P2+ VIP                       | 2 (T-351, T-352) |                      | |

### Historische Luftfahrzeuge
Die ersten Erprobungsflüge eines Flächenflugzeuges für die Schweizer Armee fanden 1911 statt. Ernest Failloubaz mit der Zivilpilotenlizenz 1 flog eine Dufaux 5 mit einem Artilleriebeobachter.
| Bild               | Flugzeug                            | Herkunft               | Typ                                                    | Version                                                          | Anzahl | Einführung       | WFU | Bemerkungen |
| ------------------ | ----------------------------------- | ---------------------- | ------------------------------------------------------ | ---------------------------------------------------------------- | --- | ---------------- | --- | --- |
|                    | Alouette II                         | Frankreich             | Beobachtungs-, Verbindungs,-Transport-,& Rettungsflüge | II                                                               | 30 | 1958             | 1992 | 1958 wurden 10 Alouette II gekauft und 1964 weitere 20 Stück. Registriernummer V-41 bis V-70. |
|                    | Pilatus PC-24                       | Schweiz                | VIP Transporter                                        |                                                                  | 1 | 2019             | 2022 | Im November 2022 verkauft. |
|                    | Beechcraft 1900                     | Vereinigte Staaten     | VIP Transporter                                        | 1900D                                                            | 1 | 2007             | 2020 | Wurde durch zwei Challenger CL 604 HB-JRB und HB-JRC von der REGA ersetzt. Nach Frankreich verkauft. |
|                    | KZD 85                              | Schweiz                | Drohne                                                 | KZD-85                                                           | 60 (Z-30 bis Z-90)                                                                                                   | 1985             | 2022 | Die Drohne wurde Ende Oktober 2022 ausser Dienst gestellt. Bisher ist kein Nachfolgesystem vorgesehen. |
|                    | Alouette III                        | Frankreich             | Transport- und Ausbildung                              | III                                                              | 84 | 1964             | 2010 | Ab 1964 wurden etappenweise 84 Alouette beschafft (V-201 bis V-284). Gingen 14 durch Unfälle verloren. Sie wurden nicht bewaffnet. Seit der Armee XXI waren nur noch 35 im Dienst. Sie wurden ab 2008 schrittweise durch EC635 ersetzt. |
| Symbolbild         | Beechcraft MQM-61 Cardinal          | Vereinigte Staaten     | Drohne                                                 |                                                                  | 10 (Z-11 bis Z-20).                                                                                                  | 1962             | 1965 | Werkbezeichnung war Aerospace Model 1001 A Drohne System «Morgan». Z |
|                    | ADS-95 Ranger                       | Schweiz                | Drohne                                                 |                                                                  | Ursprünglich 28 (D-108 bis D-134. D-119 & D-132 abgestürzt. D-108 umregistriert in D-008).                           | 2001             | 2019 | 4 mit um 10 Liter vergrössertem Treibstofftank. Drohnenstaffel 7 AB Emmen. 2019 durch Elbit Hermes 900 ersetzt. |
|                    | Pilatus PC-9                        | Schweiz                | Trainingsflugzeug                                      | PC-9/F                                                           | Total 12 Flugzeuge C-405 bis C-408 Zielschlepper mit RM-24, C-409 bis C-412 mit Vista 5 Elektronik als Störflugzeuge | 1988             | 2022 | Zielflugstaffel 12 und ECM Staffel 24 elektronische Kriegsführung und Zielschlepper. Ursprünglich beschafft: 12 Stück, C-404 nach Kollision mit C-405 abgestürzt. |
|                    | BAE Hawk                            | Vereinigtes Königreich | Trainer                                                | T.66                                                             | 19 | 1987             | 2002 | Mit dem Rüstungsprogramm 87 wurden 20 (U-1251 – U-1270) Flugzeuge beschafft, wovon eine (U-1256) 1990 im Aletschgebiet verloren ging und 2008 18 Maschinen nach Finnland verkauft wurden. Ein Exemplar ( U-1251) befindet sich im Bestand des Fliegermuseums Dübendorf |
|                    | Beechcraft Expeditor                | Vereinigte Staaten     | Transport                                              | C18S, C-45F                                                      | 3 | 1948             | 1969 | |
|                    | Beechcraft Twin Bonanza             | Vereinigte Staaten     | Transport                                              | E50                                                              | 3 | 1957             | 1989 | T-711 bis T-713 |
|                    | Messerschmitt M18                   | Deutschland            | Transport                                              | 18C & 18D                                                        | 4 | 1929             | 1954 | 1 18C, 3 18D. |
|                    | Bücker Jungmann                     | Deutschland            | Trainer                                                | Bü 131                                                           | 94 | 1936             | 1971 | (A-1 bis A-84) Leichter zweisitziger Schul- und Übungsflugzeug. Weitere 10 Flugzeuge wurden von Aeroclubs requiriert und erhielten die Registriernummern A-85 bis A-94. |
|                    | Bücker Jungmeister                  | Deutschland            | Trainer                                                | Bü133                                                            | 52 | 1937             | 1968 | Für fortgeschrittenen Akrobatik- und Luftkampf-Training (U-49 bis U-100). Im Verkehrshaus Luzern und im Fliegermuseum in Dübendorf ist je eine Maschine ausgestellt. „The Old Eagles, Swiss Bücker Squadron“ fliegt mit 5 Originalflugzeugen, von denen 4 noch die gelbe Lackierung der Luftwaffe tragen, an diversen Airshows. |
|                    | Comte AC-1                          | Schweiz                | Jäger                                                  | AC-1                                                             | 1 | 1928             | 1939 | |
|                    | Comte AC-4                          | Schweiz                | Verbindung                                             | AC-4                                                             | 1 | 1931             | 1938 | |
|                    | Comte AC-11-V                       | Schweiz                | Verbindung                                             | AC-11-V                                                          | 1 | 1943             | 1945 | |
|                    | Dassault Falcon 50                  | Frankreich             | VIP Transport                                          | 50                                                               | 1 | 1996             | 2013 | Ersetzt durch Dassault Falcon 900EX. |
|                    | Dassault Mirage III                 | Frankreich             | Experimental                                           | IIIC                                                             | 1 | 1962             | 1999 | 1 Mirage IIIC gekauft (Registriernummer J-2201) ab 1964 für den Lizenzbau als Systemerprobungs- und Lenkwaffeneinsatz-Versuchsflugzeug verwendet. |
| Aufklärung         | Dassault Mirage III                 | Frankreich             | IIIRS                                                  | 18                                                               | 1964 | 2003             | Die Mirage IIIRS, Registriernummer R-2101 bis R-2118, ist die Aufklärerversion | |
| Jäger              | Dassault Mirage III                 | Frankreich             | IIIS                                                   | 36                                                               | 1964 | 1999             | Die Mirage IIIS, Registriernummer J-2301 bis J-2336, ist eine schweizerische Weiterentwicklung der Mirage IIIC. Es wurde u. a. ein neues Radar, starre Entenvorflügel (ab 1988) von SF Emmen (heute RUAG Aerospace) sowie Chaff- und Flare-Werfer eingebaut. Es war ursprünglich geplant, über 100 Maschinen dieses Typs anzuschaffen. Das Kontingent musste aber aufgrund Kredit-Überschreitungen (Mirage-Affäre) gekürzt werden.       | |
| Trainer            | Dassault Mirage III                 | Frankreich             | IIIBS                                                  | 4                                                                | 1964 | 2003             | Doppelsitzerausführung der MirageIIIS zwei Maschinen gingen durch Unfälle verloren. Die Maschinen waren zuerst als U-2001 bis U-2004 registriert, die verbliebenen zwei Maschinen erhielten später die geänderte Registriernummer J-2001 und J-2004. | |
| Trainer            | Dassault Mirage III                 | Frankreich             | IIIDS                                                  | 2                                                                | 1983 | 2003             | Als Ersatz für die zwei verunglückten MirageIIIBS. Registriernummern J-2011 und J-2012. Eine MirageIIIDS (Ex.J-2012) mit der zivilen Registrierung HB-RDF befindet sich in flugfähigem Zustand im Besitz des Musée de l’aviation militaire de Payerne. | |
|                    | de Havilland DH.98 Mosquito         | Vereinigtes Königreich | Bomber                                                 | PR.IV & FB.VI                                                    | 2 | 1944             | 1954 | B-4 & B-5 Die B-4 wurde erst als E-42 registriert, wurde auch zur Pilotenschulung der Swissair genutzt und dann HB-IMO registriert. Später zur Ersatzteilgewinnung verschrottet. Die B-5 wurde als fliegender Teststand für das Swiss-Mamba-Triebwerk von Sulzer eingesetzt, das für die Eidgenössische Flugzeugwerke Emmen N-20 vorgesehen war. Die B-5 wurde danach als Übungsobjekt der Flugplatzfeuerwehr verwendet und zerstört |
|                    | de Havilland DH.100 Vampire         | Vereinigtes Königreich | Jäger                                                  | Mk.1                                                             | 4 | 1946             | 1961 | Drei Exemplare ( J-1001 bis J-1003) als Erprobungsmaschinen. Die J-1004 wurde als Ersatz für die am 2. August 1946 verunfallte J-1001 beschafft |
| Jäger / Jagdbomber | de Havilland DH.100 Vampire         | Vereinigtes Königreich | Mk.6                                                   | 178                                                              | 1949 | 1990             | Die De Havilland Vampire DH.100 Jagdflugzeuge war das erste düsengetriebene Flugzeuge der Schweizer Flugwaffe. Die ersten 75 Exemplare (J-1005 bis J-1079) wurden von De Havilland in Hatfield/GB gebaut. 100 Exemplare wurden in Lizenz hergestellt (J-1101 bis J-1200), 3 Exemplare wurden 1960 aus überschüssigen Ersatzteilen zusammengebaut (J-1080, 81 und 82). Ab 1960 wurden die Flugzeuge mit einem Schleudersitz nachgerüstet. | |
| Trainer            | de Havilland DH.100 Vampire         | Vereinigtes Königreich | T.55                                                   | 39                                                               | 1953 | 1990             | «Vampire» DH-115, 2-sitziger Trainer, 30 in der Schweiz gebaut (U-1201 bis U-1239). | |
|                    | de Havilland DH.112 Venom           | Vereinigtes Königreich | Jagdbomber                                             | Mk.1                                                             | 126 | 1954             | 1984 | Die De Havilland Venom DH.112 Jagdbomber waren prinzipiell verbesserte Vampire mit einem leicht geänderten Heck, neuem leicht gepfeiltem Flügel, stärkerem Triebwerk, Flügeltanks und serienmässigem Schleudersitz. |
| Aufklärung         | de Havilland DH.112 Venom           | Vereinigtes Königreich | Mk.1R                                                  | 24                                                               | 1956 | 1975             | (J-1626 bis J-1649) ab 1969 auf 8 reduziert, Rest zu Mk.1 zurückgerüstet | |
| Jagdbomber         | de Havilland DH.112 Venom           | Vereinigtes Königreich | Mk.4                                                   | 100                                                              | 1956 | 1983             | Verbesserte Steuerung (hydraulisch betriebene Ruder) | |
|                    | de Havilland DH.112 Venom           | Vereinigtes Königreich |                                                        |                                                                  | |                  | | |
|                    | Dewoitine D.26                      | Frankreich             | Trainer                                                | D.26                                                             | 11 | 1931             | 1948 | |
|                    | Dewoitine D.27                      | Frankreich             | Jäger                                                  | D.27                                                             | 66 | 1928             | 1944 | |
|                    | Dornier Do 27                       | Deutschland            | Verbindung                                             | Do 27H2                                                          | 7 | 1958             | 2005 | |
|                    | N-20.2 Arbalète                     | Schweiz                | Experimental                                           | N-20                                                             | 1 | 1949             | 1952 | Erstes von der Schweiz gebautes Düsenflugzeug, nur 1 Prototyp. |
|                    | N-20.10 Aiguillon                   | Schweiz                | Jäger / Erdkampf / Aufklärung                          | N-20                                                             | 1 | 1949             | 1952 | Erstes von der Schweiz gebautes Kampfflugzeug, keine Serienproduktion |
|                    | EKW C-35                            | Schweiz                | Aufklärung                                             | C-35 & 35-1                                                      | 90 | 1937             | 1954 | 8 aus Ersatzteilen gebaut. |
|                    | EKW C-36                            | Schweiz                | Aufklärung                                             | C-3603                                                           | 160 | 1942             | 1987 | C-3603 (1942–1987) C-401 bis C-560. 24 der C-3603 wurden später anstelle eines Kolbenmotors mit einem Turbopropantrieb versehen, bezeichnet als C-3605. 22 dienten als Zielschlepper und 2 als Trainer mit Doppelsteuer. |
|                    | Eurocopter Dauphin 2                | Frankreich             | VIP Transport                                          | SA.365N                                                          | 1 | 2005             | 2009 | Regierungstransporter war registriert als T-771 |
|                    | Fairey Fox                          | Vereinigtes Königreich | Aufklärung                                             | VI.R                                                             | 2 | 1937             | 1945 | |
|                    | FFA P-16                            | Schweiz                | Jagdbomber                                             | P-16.04, P-16Mk.II                                               | 5 | 1955             | 1960 | Prototypen. Bestellt 100, Order nach Abstürzen gestrichen, 2 returniert zu FFA. |
|                    | Fieseler Fi 156                     | Deutschland            | Transport, Observation & Ambulance                     | C-3 Trop                                                         | 5 | 1940             | 1963 | Die Fieseler Störche wurden für Materialtransporte sowie als Verbindungs-, Beobachtungs- und Sanitätsflugzeuge eingesetzt. Registriernummer A-96 bis A-100, wovon die A-96 eine requirierte (HB-ARU) war. |
|                    | Focke-Wulf Fw 44                    | Deutschland            | Trainer                                                | Fw 44F                                                           | 1 | 1945             | 1953 | |
|                    | Fokker C.V                          | Niederlande            | Aufklärung                                             | D & E                                                            | 64 | 1927             | 1954 | |
|                    | Blériot XI                          | Frankreich             | Training, Aufklärung                                   | Blériot XI-b                                                     | 2 (Militärische Nummern 22 und 23)                                                                                   | 1914             | 1919 | Von den Eigentümern Lt. Lugrin und Oskar Bider abgekauft. Nummer 22 1917 ausgemustert, Motor erhalten im Dübendorfer Museum. Das Flugzeug 23 befindet sich im Verkehrshaus Luzern |
|                    | LVG C-III "Schneider"               | Deutschland            | Training, Aufklärung                                   | C-III                                                            | 2 (Militärische Nummer 26 und 27)                                                                                    | 1914             | 1916 | Nummer 26 war an der Landesausstellung in Bern ausgestellt und dort abgekauft, Nummer 27 von Albert Rupp erworben. Nummer 27 1915 abgestürzt, Nummer 26 Totalschaden bei Landung 1916 |
|                    | Aviatik C-I                         | Deutschland            | Training,                                              | C-1                                                              | 1 Ex (Militärische Nummer 28)                                                                                        | 1914             | 1916 | War an der Landesausstellung in Bern ausgestellt und dort abgekauft. 1917 Totalschaden bei Landung. |
|                    | Farman F-20                         | Frankreich             | Aufklärung, Training,                                  |                                                                  | 2 Ex (Militärische Nummern 21 und 47)                                                                                | 1914, 1916       | 1916, 1918 | Nummer 21 war an der Landesausstellung in Bern ausgestellt und dort abgekauft. Mai 1916 Totalschaden bei Landung und es konnte ein gleicher Typ von einem Privateigentümer abgekauft werden. |
|                    | Morane-Saulnier LMS "Parasol"       | Frankreich             | Aufklärung, leichter Bomber                            | LMS                                                              | 1 Ex (Militärische Nummer 31)                                                                                        | 1915             | 1919 | Das Flugzeug landete auf dem Rückflug von einem Angriff auf Friedrichshafen in der Schweiz. Zugunsten Frankreichs 1919 an privat verkauft, flog als CH-32. |
|                    | Farman MF-11                        | Frankreich             | Aufklärung, Training                                   |                                                                  | 1 Ex (Militärische Nummer 30)                                                                                        | 1915             | 1916 | Nach Notlandung in Pruntrut interniert. 1916 Startunfall. Der Motor ist im Museum in Dübendorf erhalten. |
|                    | Wild WTS                            | Schweiz                | Aufklärung, Training                                   | WTS, WT, WT-1, WT-1 S                                            | 28 Ex | 1915, 1916, 1917 | 1922 bis 1934 | Nummern 133 und 140 (WTS 1915), 134-139 (WT-1, 1916), 141-148, (WT und WTS, 1917), 149-160 (WT-1, WT-1 S, 1917) |
|                    | Nieuport 23                         | Frankreich             | Jäger                                                  |                                                                  | 5 Ex (Militärische Nummern 601-605)                                                                                  | 1917             | 1921 | Neubeschaffung im Ausland während dem Krieg |
|                    | Häfeli DH-1                         | Schweiz                | Aufklärung                                             | DH-1                                                             | 6 | 1916             | 1919 | |
|                    | Häfeli DH-3                         | Schweiz                | Aufklärung                                             | MIII / MIIIa / MIIIb                                             | 109 | 1917             | 1939 | 24 Flugzeuge MIII bis 1923, wovon Flugzeug 519 erste Luftpostverbindung Dübendorf-Bern 1919. MIIIa und MIIIb ab 1918 bis 1922 mit Motoren von Hispano Suiza respektive Lokomotivfabrik Winterthur. MIIIa zweite Serie 30 Stück von 1919 bis 1939 mit Motoren Hispano Suiza (Lizenz Saurer Arbon). |
|                    | SWS C-1                             | Schweiz                | Aufklärung, Training                                   | Prototyp                                                         | 1 | 1919             | 1920 | Schweizerische Wagonfabrik Schlieren, zuerst Argus-Motor, dann BMW IIIa. Gute Flugleistungen aber wegen Motorproblemen und 2 Capotagen wurde diese Teilnahme an einer Militär-Ausschreibung durch einen privaten Schweizer Flugzeugbauer beendet. |
|                    | Airco DH.9A                         | Vereinigtes Königreich | Beobachtung                                            |                                                                  | 1 | 1920             | 1929 | Flugzeug mit der Nummer 706, ab 1922 mit Luftbildkamera für die Landesvermessung eingesetzt. |
|                    | Zepp LZ C-II 2                      | Deutschland            | Fernaufklärer                                          |                                                                  | 20 | 1920             | 1927 | Zeppelin/Dornier Flugzeuge, 2020 von Privatem auf dem Schwarzmarkt in Deutschland gekauft, noch im selben Jahr Ankauf und Zusammenbau durch die Armee. Nach einem Absturz 1927 alle Flugzeuge liquidiert wegen Materialermüdung. |
|                    | Hanriot HD-1                        | Frankreich             | Luftkampf-Trainer                                      |                                                                  | 16 | 1921             | 1930 | Ein italienisches Flugzeug erprobt ab 1918 nach einer Notlandung in Samedan – aus italienischen Überschussbeständen gekauft. |
|                    | Häfeli DH-5                         | Schweiz                | Aufklärung                                             | MV 1. Serie, 2. Serie, M V x, M V a, MV-1 1. Serie MV-1 2. Serie | 80 | 1922             | 1940 | erste Serie 1922-1938 Motor LFW I, zweite Serie 1924-1940 mit Motor LFW-II, MVx mit Hispano Suiza Motor, der jedoch nicht in genügender Zahl beschafft werden konnte. M Va mit LFW III Motor 1929-1940. |
|                    | Potez 25 A.2                        | Frankreich             | Aufklärer, leichter Bomber                             | A-2 "HS", A-2 "Jupiter"                                          | 5+6 | 1927             | 1940 | 6 Stück mit Motor Bristol Jupiter, 5 Stück mit Motor Hispano Suiza |
|                    | Hawker Hunter                       | Vereinigtes Königreich | Jagdbomber                                             | F.58                                                             | 100 | 1958             | 1994 | Die Jägerversion, der Hawker Hunter F.Mk.58 ist eine verbesserte F.Mk.6-Variante und wurde bei den Flugzeugwerken in Emmen endmontiert. Es wurden in drei Tranchen insgesamt 152 F.Mk.58 und F.Mk.58A gekauft, wovon ein Teil gebrauchte F.Mk.6-Maschinen der RAF waren.(J-4000 bis J-4152). |
| Jagdbomber         | Hawker Hunter                       | Vereinigtes Königreich | F.58A                                                  | 52                                                               | 1971 | 1994             | | Die Jägerversion, der Hawker Hunter F.Mk.58 ist eine verbesserte F.Mk.6-Variante und wurde bei den Flugzeugwerken in Emmen endmontiert. Es wurden in drei Tranchen insgesamt 152 F.Mk.58 und F.Mk.58A gekauft, wovon ein Teil gebrauchte F.Mk.6-Maschinen der RAF waren.(J-4000 bis J-4152). |
| Trainer            | Hawker Hunter                       | Vereinigtes Königreich | T.68                                                   | 8                                                                | 1974 | 1994             | Hunter-Doppelsitzer, direkt vom Hersteller aus gebrauchten britischen und schwedischen F.4 und Mk.50 (Einsitzern) umgebaut (J-4201 bis J-4208). | |
|                    | Hiller UH-12                        | Vereinigte Staaten     | Kampffeld&Artillerie Beobachtung                       | B                                                                | 3 | 1952             | 1962 | V-10 bis V-12 waren erst als KAB-201 bis KAB-203 registriert. KAB steht für Kampffeld- und Artillerie-Beobachtung zwei Hubschrauber durch Landeunfälle verloren. |
|                    | Junkers Ju 52/3m                    | Deutschland            | Transport                                              | Versions                                                         | 3 | 1939             | 1981 | A-701 bis A-703. Zwei Maschinen werden seit 1983, die HB-HOT seit 1985 und bis heute (2011) von der im Jahre 1982 gegründeten JU-AIR im AIR FORCE CENTER in Dübendorf geflogen. Die A-702 (HB-HOT) wurde im Film «Agenten sterben einsam» eingesetzt, und trug lange das weiss-graue Tarnmuster aus diesem Film. Sie stürzte 2018 ab (Absturz der Junkers Ju 52 HB-HOT).                                                             |
|                    | Learjet 35                          | Vereinigte Staaten     | VIP Transport                                          | A                                                                | 2 | 1987             | 2006 | Die Learjets kaufte die Luftwaffe von der REGA und registrierte diese als T-781 und T-782 |
|                    | Messerschmitt Bf 108                | Deutschland            | Verbindung                                             | B                                                                | 18 | 1938             | 1959 | A-201 bis A-215 |
|                    | Messerschmitt Bf 109                | Deutschland            | Jäger                                                  | D-1                                                              | 10 | 1939             | 1949 | «David» J-301 bis J-310 |
| Jäger              | Messerschmitt Bf 109                | Deutschland            | E-1 & E-3                                              | 88                                                               | 1939 | 1948             | «Emil» (davon 8 Maschinen in Lizenz-Eigenbau) | |
| Jäger              | Messerschmitt Bf 109                | Deutschland            | F-4/Z                                                  | 2                                                                | 1942 | 1947             | «Fritz» | |
| Jäger              | Messerschmitt Bf 109                | Deutschland            | G-6 & G-14                                             | 14                                                               | 1944 | 1947             | «Gustav» | |
|                    | Morane-Saulnier G                   | Frankreich             | Trainer                                                | G or H                                                           | 1 | 1914             | 1919 | |
|                    | Morane-Saulnier MS.229              | Frankreich             | Trainer                                                | Et2                                                              | 2 | 1931             | 1941 | |
|                    | Morane-Saulnier D-3800              | Frankreich             | Jäger                                                  | MS.406                                                           | 2 | 1939             | 1954 | Trainer nach Einsatz als Jäger 1948. |
| Jäger              | Morane-Saulnier D-3800              | Frankreich             | 3800                                                   | 82                                                               | 1940 | 1954             | | Trainer nach Einsatz als Jäger 1948. |
| Jäger              | Morane-Saulnier D-3800              | Frankreich             | 3801                                                   | 224                                                              | 1941 | 1959             | | Trainer nach Einsatz als Jäger 1948. |
| Jäger              | Morane-Saulnier D-3800              | Frankreich             | 3802                                                   | 13                                                               | 1946 | 1956             | | Trainer nach Einsatz als Jäger 1948. |
| Jäger              | Morane-Saulnier D-3800              | Frankreich             | 3803                                                   | 1                                                                | 1947 | 1956             | | Trainer nach Einsatz als Jäger 1948. |
|                    | Nardi FN.315                        | Italien                | Trainer                                                | FN.315                                                           | 2 | 1944             | 1948 | |
|                    | Nieuport 23                         | Frankreich             | Trainer                                                | 23 C.1                                                           | 5 | 1917             | 1921 | |
|                    | Nieuport 28                         | Frankreich             | Jäger                                                  | 28 C.1                                                           | 15 | 1918             | 1930 | |
|                    | Nord Norécrin                       | Frankreich             | Verbindung                                             | 1201                                                             | 1 | 1948             | 1952 | V-653 Zivil HB-HOI. Gleiches Luftfahrzeugkennzeichen wie die erste Piper Super Cub PA-18-150 |
|                    | Nord Norvigie                       | Frankreich             | Verbindung                                             | NC.850                                                           | 1 | 1949             | 1950 | Registriernummer KAB-103 Wurde während kurzer Zeit von der damaligen KTA getestet ging aber zurück an Frankreich |
|                    | North American P-51D «Mustang»      | Vereinigte Staaten     | Jäger, Aufklärung                                      | P-51B-10                                                         | 1 | 1944             | 1945 | 1948 wurden 130 Maschinen zum Preis von je US$ 4000.- gekauft |
| Jäger              | North American P-51D «Mustang»      | Vereinigte Staaten     | P-51D                                                  | 113                                                              | 1948 | 1957             | | 1948 wurden 130 Maschinen zum Preis von je US$ 4000.- gekauft |
| Jäger              | North American P-51D «Mustang»      | Vereinigte Staaten     | TP-51D                                                 | 2                                                                | 1948 | 1957             | | 1948 wurden 130 Maschinen zum Preis von je US$ 4000.- gekauft |
| Jäger              | North American P-51D «Mustang»      | Vereinigte Staaten     | F-6                                                    | 15                                                               | 1948 | 1957             | | 1948 wurden 130 Maschinen zum Preis von je US$ 4000.- gekauft |
|                    | North American AT-6 Texan (Harvard) | Kanada                 | Trainer                                                | Mk.IIB                                                           | 40 | 1948             | 1968 | Gleichzeitig mit dem Mustang P-51D wurden 40 dieser Flugzeuge aus Surplus-Beständen der kanadischen Luftwaffe erworben. Registriernummer: U-301 – U-340. Ausgemustert 1968. |
|                    | Pilatus P-2                         | Schweiz                | Trainer                                                | P-2 05 & 06                                                      | 55 | 1945             | 1981 | (U-102 bis U-128 U-132 bis U-157). |
|                    | Pilatus P-3                         | Schweiz                | Trainer                                                | P-3                                                              | 73 | 1956             | 1995 | Die Schweizer Luftwaffe kaufte von Pilatus den Prototyp (A-801) und 72 weitere dieser zweisitzigen Schul-/Trainingsflugzeuge (A-801 bis A-873). |
|                    | Piper Super Cub                     | Vereinigte Staaten     | Beobachtung                                            | PA-18-150                                                        | 6 | 1948             | 1975 | Die ersten zwei hatten erst die Registriernummer KAB-101 & KAB-102 (V-651 bis V-656). |
|                    | Potez 25                            | Frankreich             | Aufklärung                                             | L-25 A.2                                                         | 17 | 1927             | 1940 | |
|                    | Potez 63                            | Frankreich             | Bomber                                                 | 630 & 633                                                        | 2 | 1938             | 1944 | B-1 & B-2 (B-1 erst als HB-HAs, B-2 erst als HB-HAT). |
|                    | Rockwell Grand Commander            | Vereinigte Staaten     | Kartographie                                           | 680FL                                                            | 1 | 1976             | 1993 | HB-GCB zivil registrierte Maschine des Bundesamtes für Landestopografie (swisstopo). |
|                    | Siebel Si 204                       | Deutschland            | Transport                                              | D-1                                                              | 1 | 1945             | 1955 | Registriernummer B-3. |
|                    | Stinson Sentinel                    | Vereinigte Staaten     | Verbindung                                             | L-5                                                              | 1 | 1944             | 1945 | A-96 Nach dem Zweiten Weltkrieg zivil registriert als HB-TRY. Diese Maschine fliegt heute wieder in den originalen Farben des Zweiten Weltkriegs, inklusive der rot-weissen Neutralitätsstreifen. |
|                    | Sud-Ouest SO 1221                   | Frankreich             | Trainer                                                | S.O.1221                                                         | 4 | 1958             | 1964 | V-21 bis V-24 wurden zur Pilotenausbildung für die Alouette II benutzt, aufgrund anhaltender Mängel der Rotorblätter wurden die Maschinen wieder an das Herstellerwerk abgegeben. |
|                    | Weber-Landolf-Münch WLM-1           | Schweiz                | Segler                                                 | WLM-1                                                            | 2 | 1951             | unk | Segelflugzeuge WLM-1 U-1 und U-2 (Zivil HB-551 und HB-552) |

## Fliegerabwehr-Mittel der Schweizer Luftwaffe

### Aktuelle Fliegerabwehr-Mittel
| Bild | Name                              | Herkunft           | Stückzahl           |
| ---- | --------------------------------- | ------------------ | ------------------- |
|      | Oerlikon 35 mm mit Skyguard Radar | Schweiz            | 27 Radar 54 Kanonen |
|      | FIM-92 Stinger mit ALERT Radar    | Vereinigte Staaten | 24 Radar 96 Stinger |

### Ausgemusterte Fliegerabwehr-Mittel

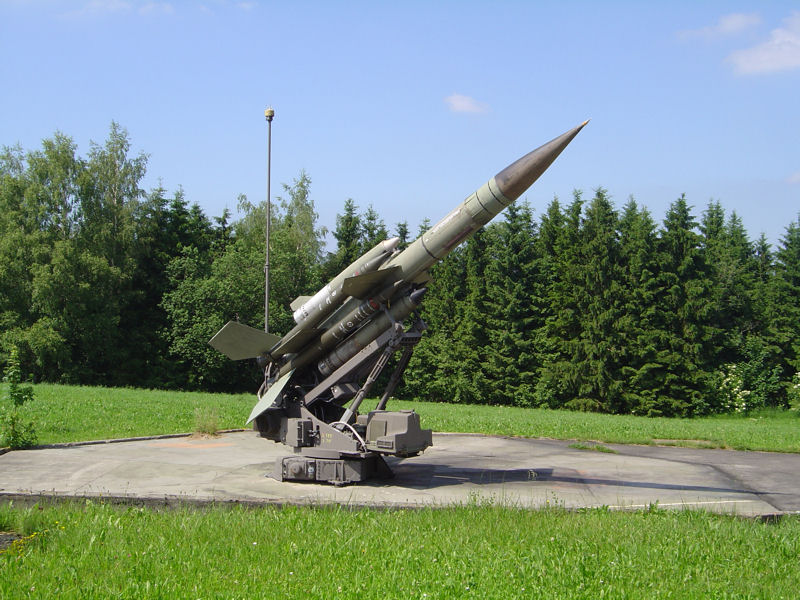
BL-64 Bloodhound

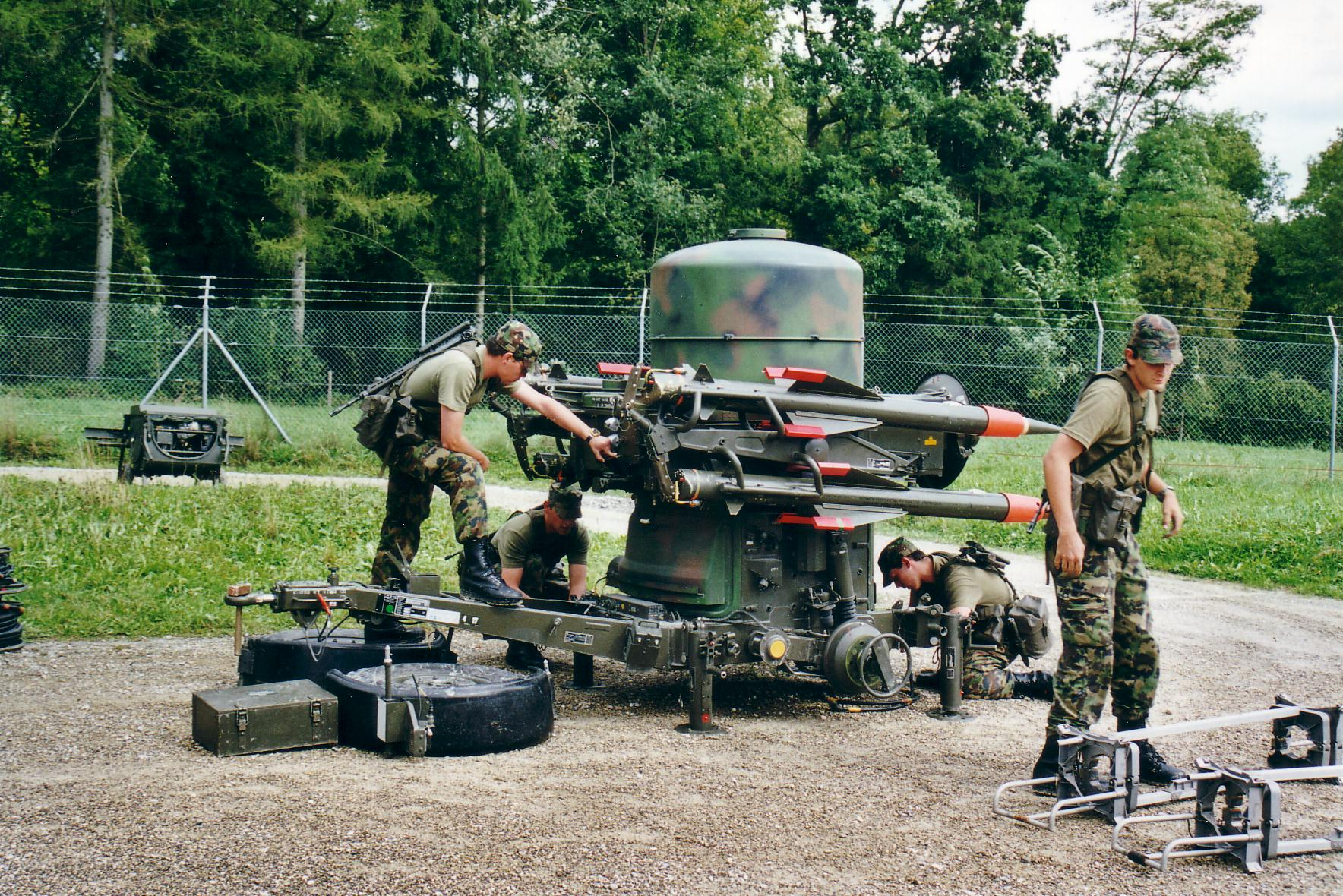
Rapier

| Bild | System              | Herkunft               | Einführung | WFU  | Bemerkung                 |
| ---- | ------------------- | ---------------------- | ---------- | ---- | ------------------------- |
|      | Fliegerabwehrkanone | Schweiz                | 1937       | 1992 | (L Flab Kan 37).          |
|      | Fliegerabwehrkanone | Schweiz                | 1954       | 1995 | (L Flab Kan 54 Oe).       |
|      | BL-64 Bloodhound    | Vereinigtes Königreich | 1964       | 1999 | Flab Lwf BL 64 Bloodhound |
|      | Rapier              | Vereinigtes Königreich | 1982       | 2022 | [ 47 ]                    |

### Evaluierte aber nicht beschaffte Fliegerabwehrsysteme

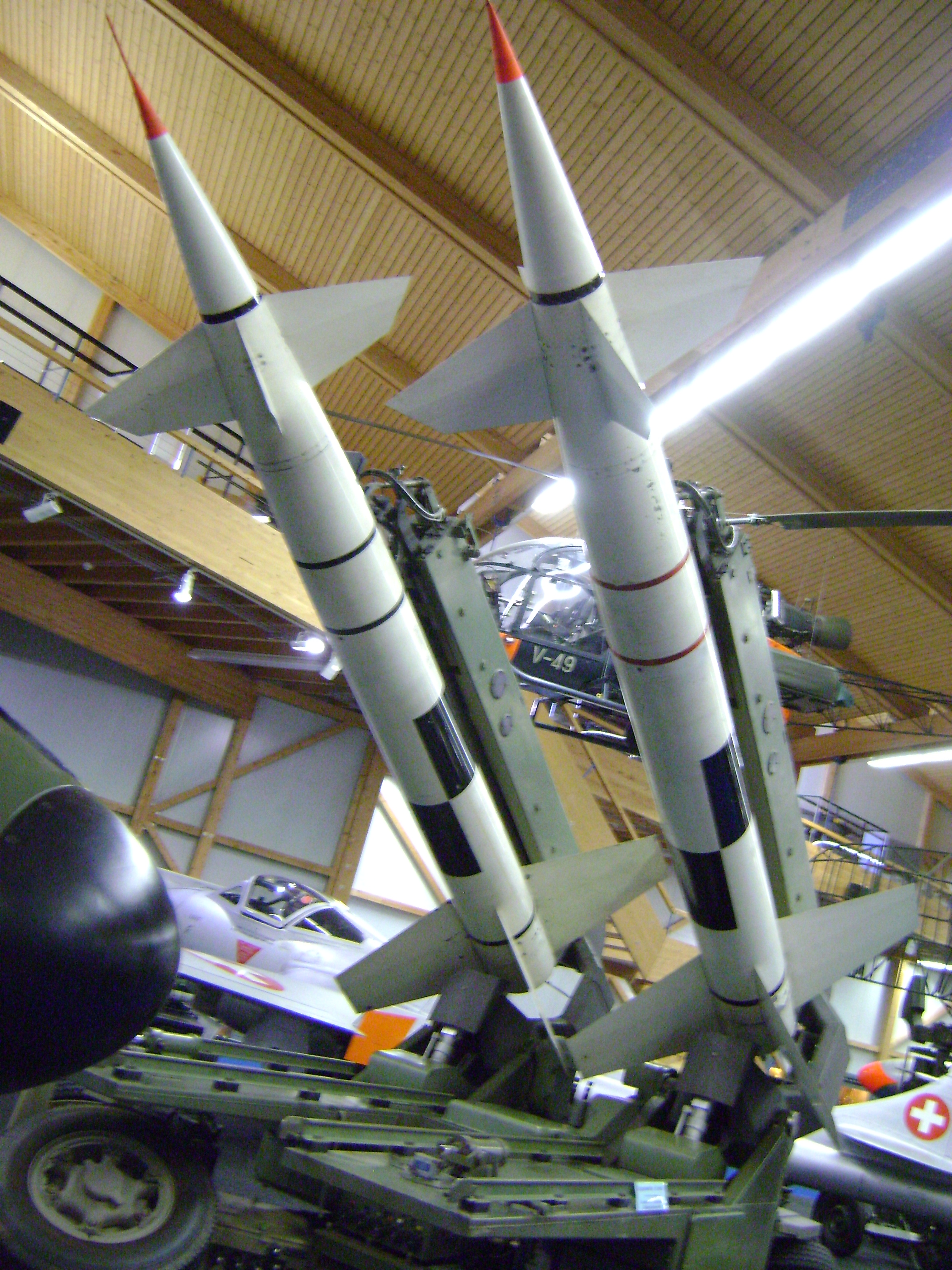
Oerlikon Kriens Luftabwehr im Fliegermuseum Dübendorf

| Bild | System                 | Herkunft                                  | Einführung | WFU  | Bemerkung                                                                                              |
| ---- | ---------------------- | ----------------------------------------- | ---------- | ---- | --- |
|      | 35 mm Flab Panzer B22L | Schweiz                                   | 1958       | 1964 | |
|      | Lenkwaffe RSA          | Schweiz                                   | 1946       | 1958 | |
|      | Lenkwaffensystem RSC/D | Schweiz                                   | 1952       | 1958 | |
|      | Lenkwaffe RSE Kriens   | Schweiz                                   | 1958       | 1966 | |
|      | Mowag Shark            | Schweiz Vereinigtes Königreich Frankreich | 1981       | 1983 | mit französischem Crotale-Luftabwehrraketensystem oder britischer Zwillings-Flak "Wildcat", 2 x 30 mm. |

## Luftraumüberwachungssysteme

### Aktuelle Luftraumüberwachungssysteme

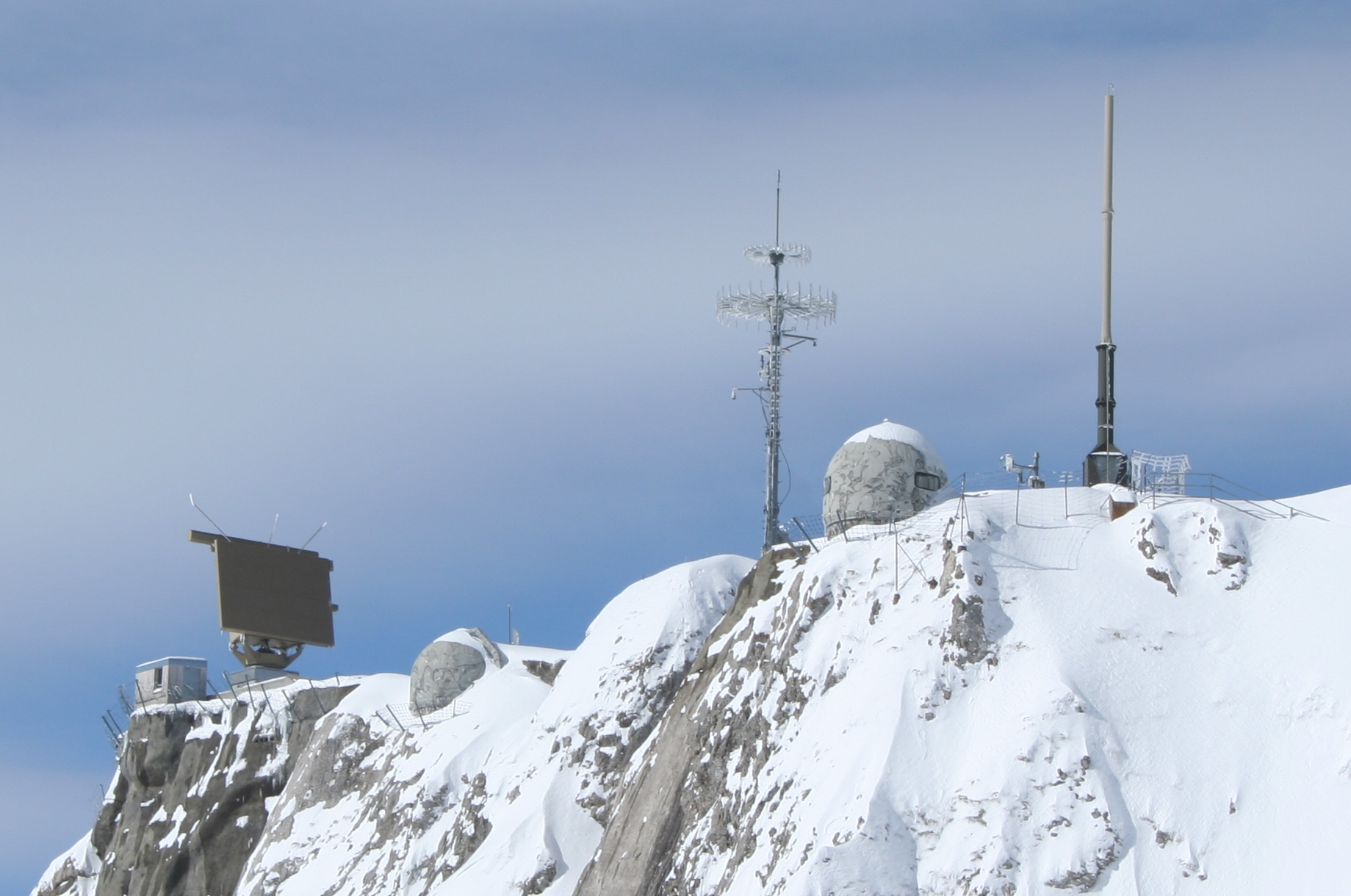
FLORAKO auf dem Pilatus

Die weitreichende Luftraumüberwachung wird mit dem FLORAKO-System gewährleistet. Das Florakosystem besteht aus vier stationären Primär- und Sekundärradaranlagen. Das FLORAKO-System dient aber auch der Führung und der Kommunikation. Daten der zivilen Skyguide-Radaranlagen können auch genutzt werden.
Das mobile TAFLIR-System dient ebenfalls der weitreichenden Luftraumüberwachung und kann in das Florakosystem eingebunden werden.
Das Skyguard-Richtgerät Flt Gt 75/10 wird nebst dem Einsatz mit der Oerlikon 35 mm Flab auch zur lokalen Luftraumüberwachung eingesetzt. Die Daten können direkt in die Einsatzzentrale der Luftwaffe übertragen werden.
Das mobile Radar-Alarmierungssystem STI «Stinger Alert System» kann nebst der Frühwarnung für das Bodluv-System FIM-92 Stinger auch für die lokale Luftraumüberwachung eingesetzt werden.

### Ausgemusterte Luftraumüberwachungssysteme

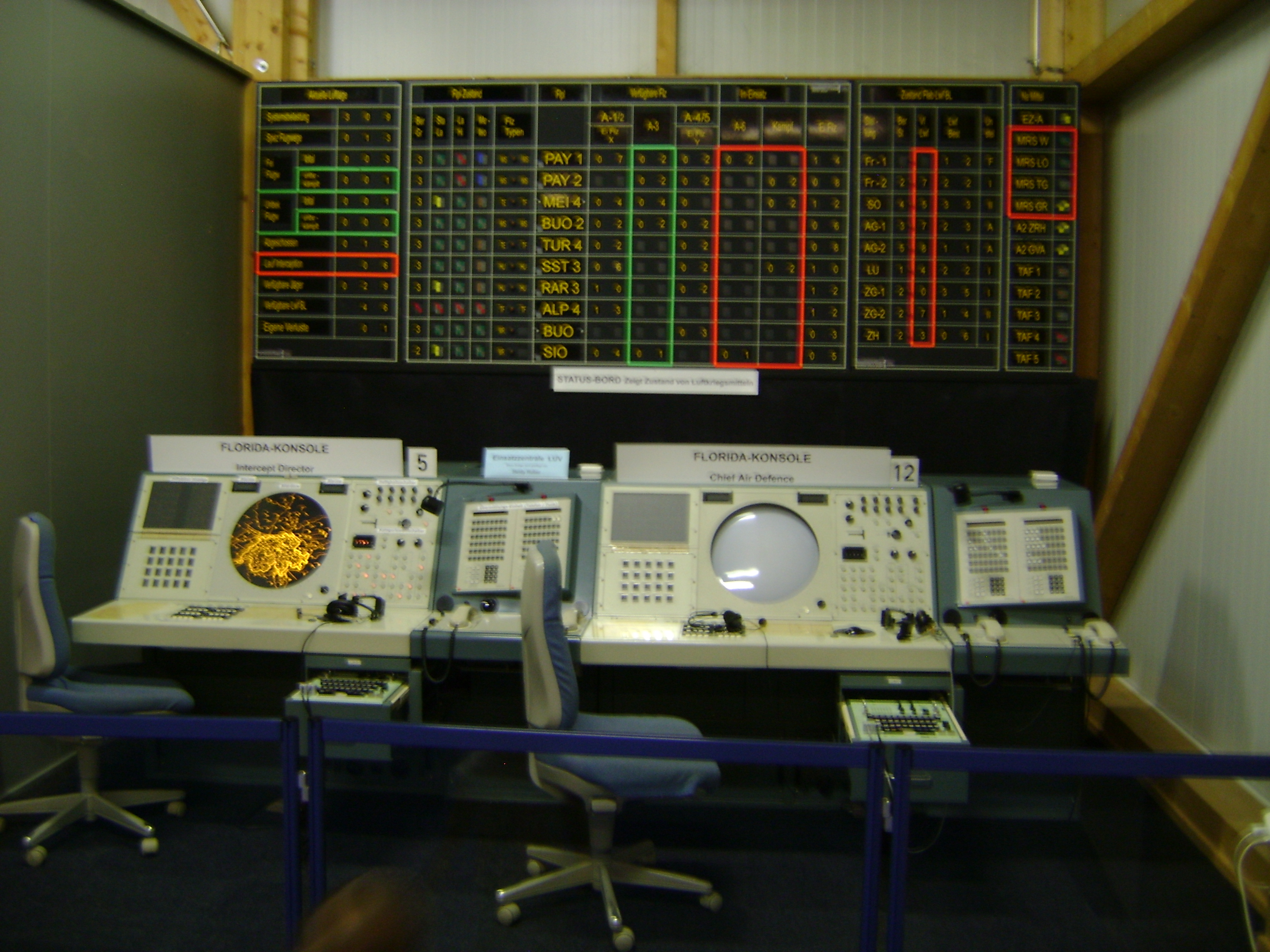
FLORIDA-Einsatzzentrale im Fliegermuseum Dübendorf

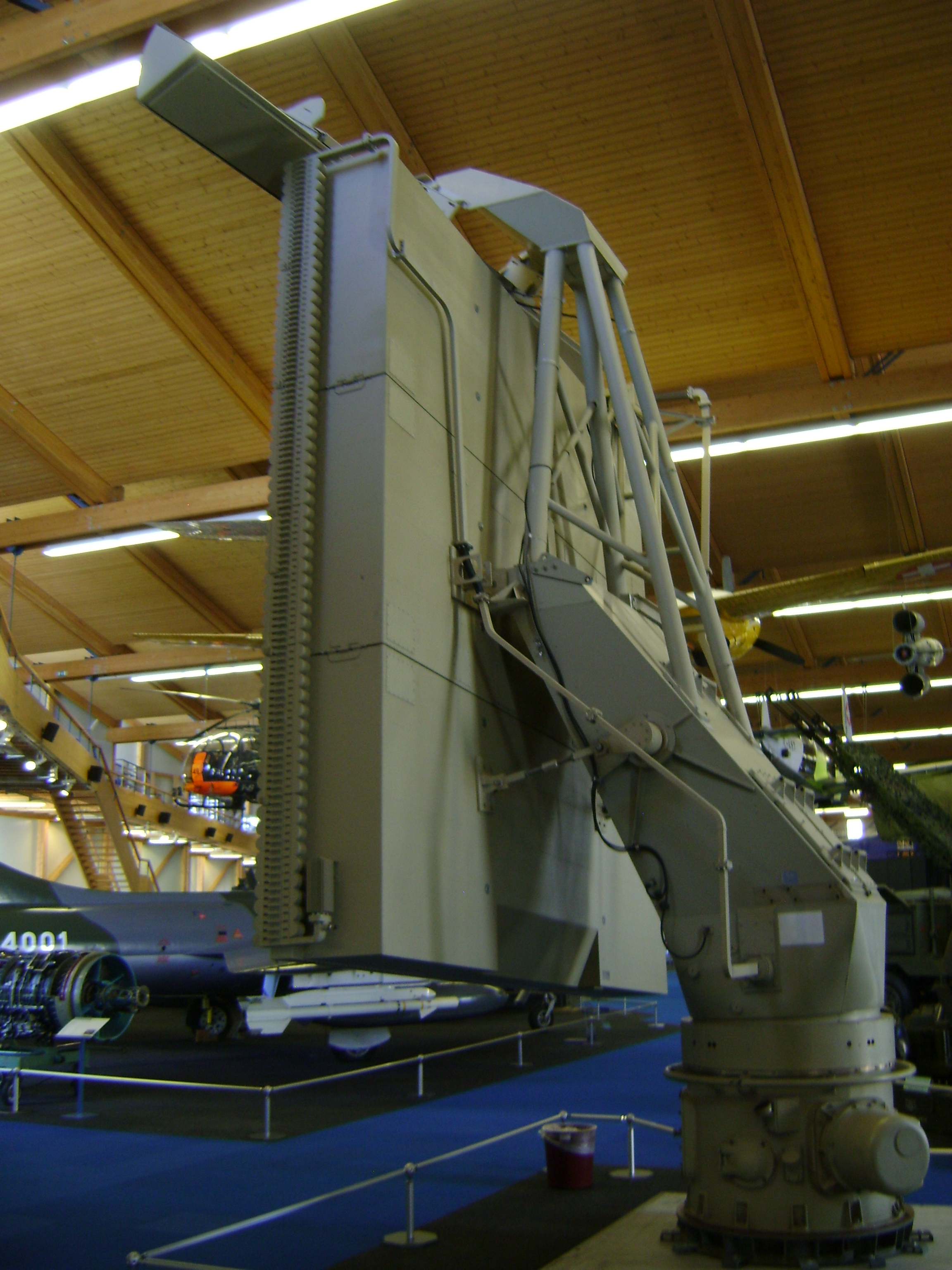
FLORIDA-Radarantenne im Fliegermuseum Dübendorf

| Bild | System                                                 | Herkunft                              | Einführung | WFU  | Bemerkung |
| ---- | ------------------------------------------------------ | ------------------------------------- | ---------- | ---- | --------- |
|      | FLORIDA-Luftraumüberwachungssystem und -Führungssystem | Vereinigte Staaten                    | 1970       | 2003 |           |
|      | SFR-Luftraumüberwachungssystem                         | Frankreich                            | 1955       | 1970 |           |
|      | LGR-1 Radar                                            | Vereinigte Staaten                    | 1948       | 1955 |           |
|      | Zielzuweisungsradar TPS-1E                             | Vereinigte Staaten (licensed) Italien | 1958       | 1989 |           |
|      | Flt Gt63 / 69 Superfledermaus                          | Schweiz                               | 1965       | 1977 |           |
|      | Feuerleitradar Mark VII                                | Vereinigtes Königreich                | 1958       | 1967 |           |

## Fliegerstaffeln
In der Schweizer Luftwaffe ist ein Flugzeug in der Regel nicht dauerhaft bei einer bestimmten Staffel eingeteilt. Dies gilt im Besonderen und traditionell bei den Milizstaffeln, deren Piloten nur ein paar Wochen pro Jahr im Dienst sind. Auf einem Flugzeug aufgebrachte Markierungen liessen also kaum Rückschlüsse auf den Verwender zu. Auch Staffelflugzeuge mit einer Sonderbemalung wie die F/A-18 J-5017 von der Fliegerstaffel 17 werden von anderen Staffeln benutzt.
Die Milizpiloten der Schweizer Luftwaffe stammten bis zum Ende Hunter-Ära aus allen möglichen zivilen Berufen, unten den Piloten gab es damals auch hauptberufliche Landwirte.
| Bild | Name                          | Status    | Home base                  | Flugzeugtyp                                   | Historie | Bemerkung                                                                                        |
| ---- | ----------------------------- | --------- | -------------------------- | --------------------------------------------- | --- | ------------------------------------------------------------------------------------------------ |
|      | Fliegerstaffel 1 Rokh         | Inaktiv   | Militärflugplatz Dübendorf | F-5E                                          | Hawker Hunter, DH.100 Vampire, C-3036, Fokker C.V, Häfeli DH-5                                                                      | Kommandant der Patrouille Suisse war Mitglied der Fl St 1 die Teil der Fl St 1 war.              |
|      | Fliegerstaffel 2              | Inaktiv   | Payerne                    | F-5E                                          | Hawker Hunter, DH.112 Venom, DH.100 Vampire, Militärflugplatz Ulrichen, Turtmann                                                    | [ 49 ]                                                                                           |
|      | Fliegerstaffel 3              | Inaktiv   | Flughafen Sion             | Mirage IIIRS                                  | Hawker Hunter, DH.112 Venom Recon vers, D-3800, C-3603, Dewoitine D.27                                                              | [ 50 ]                                                                                           |
|      | Fliegerstaffel 4              | Inaktiv   | Payerne                    | Mirage IIIRS                                  | Hawker Hunter, DH.112 Venom, DH.100 Vampire AFB Turtmann, Sankt Stephan                                                             | [ 51 ]                                                                                           |
|      | Fliegerstaffel 5 Lynx         | Inaktiv   | Interlaken                 | Hawker Hunter                                 | DH.100 Vampire, Häfeli DH-5 | Astronaut Claude Nicollier war Pilot bei der Fl St 5.                                            |
|      | Fliegerstaffel 6 Ducks        | aktiv     | Payerne                    | F-5E                                          | Me109, C-36 | [ 52 ] [ 53 ]                                                                                    |
|      | Fliegerstaffel 7              | Inaktiv   | Meiringen                  | Hawker Hunter                                 | DH.112 Venom, DH.100 Vampire, Me109, Fokker C.V, AFB Ambri, Interlaken                                                              | [ 54 ]                                                                                           |
|      | Fliegerstaffel 8 Destructors  | inaktiv   | Militärflugplatz Meiringen | F-5E                                          | AFBFlugplatz Buochs | F-5E J-3073                                                                                      |
|      | Fliegerstaffel 9              | Inaktiv   |                            | DH.112 Venom                                  | DH.100 Vampire, Me109,D-3801,Dewoitine D.27,Fokker C.V                                                                              | [ 56 ]                                                                                           |
|      | Fliegerstaffel 10             | Inaktiv   | Flugplatz Buochs           | Dassault Mirage IIIRS                         | DH.112 Venom recon, DH.100 Vampire, C-3603, P-51 Mustang                                                                            | alle mit Fotokameras ausgerüstet                                                                 |
|      | Fliegerstaffel 11 Tigers      | aktiv     | Militärflugplatz Meiringen | F/A-18                                        | Dübendorf, F-5E, Hawker Hunter, DH.100 Vampire, D-3801                                                                              | Mitglied des NATO Tiger Meet, F/A-18C J-5011 Staffelflugzeug mit Sonderlackierung                |
|      | Zielflugstaffel 12            | aktiv     | Militärflugplatz Emmen     | Pilatus PC-9 / F-5E                           | Hawker Hunter, C-36 | [ 62 ]                                                                                           |
|      | Fliegerstaffel 13             | Inaktiv   | Payerne                    | F-5E                                          | DH.112 Venom, D-3800 Morane, AFB Turtmann, Meiringen Ambri                                                                          | [ 63 ]                                                                                           |
|      | Instrumentenfliegerstaffel 14 | aktiv     | Militärflugplatz Dübendorf | Pilatus PC-7                                  | DH.100 Vampire, Pilatus P-3 | [ 64 ]                                                                                           |
|      | Fliegerstaffel 15             | Inaktiv   | Sankt Stephan              | Hawker Hunter                                 | DH-112 Venom, DH.100 Vampire, D-3801, Me109, Payerne                                                                                | im letzten Jahr erhielt ein Hunter eine «Papyrus» Lackierung, Flugzeug ist nun in Privatgebrauch |
|      | Fliegerstaffel 16             | aufgelöst | Flughafen Sion             | F-5F                                          | Mirage IIIS, DH-112 Venom und DH-112 R1, DH.100 Vampire, P-51 Mustang C-3603, C-36,Fokker C.V, Buochs                               |                                                                                                  |
|      | Fliegerstaffel 17 Falcons     | aktiv     | Payerne                    | F/A-18                                        | Mirage IIIS, DH-112 Venom, D-3802, C-3603, Häfeli DH-5 Dewoitine D.27 AFB Flugplatz Buochs, Militärflugplatz Emmen, Flugplatz Raron | Staffelflugzeug F/A-18C J-5017 mit «Falcons» Lackierung                                          |
|      | Fliegerstaffel 18 Panthers    | aktiv     | Payerne                    | F/A-18                                        | | Staffelflugzeug F/A-18C J-5018 mit «Panthers»-Lackierung.                                        |
|      | Fliegerstaffel 19 Swans       | aktiv     | Flughafen Sion             | F-5E                                          | Potez 25,Morane D-3800 P-51 Mustang, DH-112 Venom, Hawker Hunter                                                                    | [ 69 ] [ 70 ]                                                                                    |
|      | Fliegerstaffel 20             | Inaktiv   | Flugplatz Mollis           | Hawker Hunter                                 | DH-112 Venom, DH.100 Vampire, P-51 Mustang, D-3801                                                                                  | [ 71 ]                                                                                           |
|      | Fliegerstaffel 21             | Inaktiv   | Flugplatz Raron            | Hawker Hunter                                 | DH-112 Venom, DH.100 Vampire, P-51 Mustang, Dewoitine D.27, Me109,AFB Flugplatz Buochs, Turtmann, Militärflugplatz Dübendorf        | [ 72 ]                                                                                           |
|      | Fliegerstaffel 24             | aufgelöst | Militärflugplatz Emmen     | Pilatus PC-9 / F-5F                           | Hawker Hunter Trainer | Staffel 22 und Staffel 23 wurden nie gegründet.                                                  |
|      | Lufttransport Staffel 1       | aktiv     | Payerne                    | AS 532UL, AS 332M-1, EC635                    | Alouette III | [ 73 ]                                                                                           |
|      | Lufttransport Staffel 2       | Inaktiv   | Militärflugplatz Dübendorf | Alouette III                                  | Aérospatiale Alouette II, Piper Super Cub, Flugplatz Triengen                                                                       | [ 74 ]                                                                                           |
|      | Lufttransport Staffel 3       | aktiv     | Militärflugplatz Dübendorf | AS 532UL, AS 332M-1, EC635                    | |                                                                                                  |
|      | Lufttransport Staffel 4       | aktiv     | Militärflugplatz Dübendorf | AS 532UL, AS 332M-1, EC635, B190, DHC-6, B350 | | Super Puma T-316 mit Staffelsymbol                                                               |
|      | Lufttransport Staffel 5       | aktiv     | Payerne                    | AS 532UL, AS 332M-1, EC635                    | Alouette IIIDornier Do 27 | [ 75 ]                                                                                           |
|      | Lufttransport Staffel 6       | aktiv     | Militärflugplatz Alpnach   | AS 532UL, AS 332M-1 EC635                     | | [ 76 ]                                                                                           |
|      | Lufttransport Staffel 7       | aktiv     | Militärflugplatz Emmen     | Pilatus PC-6                                  | | [ 77 ]                                                                                           |
|      | Lufttransport Staffel 8       | aktiv     | Militärflugplatz Alpnach   | AS 532UL, AS 332M-1 EC635                     | Aérospatiale Alouette III | [ 78 ]                                                                                           |

## Andere Staffeleinheiten
| Bild | Name                                  | Status  | Homebase                                             | Flugzeugtyp                                                  | Historie                                     | Bemerkung                                                            |
| ---- | ------------------------------------- | ------- | ---------------------------------------------------- | ------------------------------------------------------------ | -------------------------------------------- | -------------------------------------------------------------------- |
|      | Berufsfliegerkorps                    | aktiv   | Militärflugplatz Dübendorf HQ                        | alle Flugzeugtypen                                           |                                              | ehemals UeG Überwachungsgeschwader                                   |
|      | Lufttransportdienst des Bundes        | aktiv   | Flughafen Bern-Belp                                  | Cessna Citation Excel, DHC-6, B350, B1900, Falcon 900, EC635 | Learjet 35, Falcon 50, Eurocopter Dauphin    | [ 80 ]                                                               |
|      | Pilotenschule                         | aktiv   | Emmen                                                | Pilatus PC-21                                                | F-5F, BAE Hawk, DH.115 Vampire Trainer       |                                                                      |
|      | Drohnenstaffel 7                      | aktiv   | Emmen                                                | ADS-95                                                       |                                              |                                                                      |
|      | GRD Armasuisse                        | aktiv   | Emmen                                                | Pilatus PC-6, Pilatus PC-12, Diamond DA42 Aurora Centauer    | Hawker Hunter, Mirage IIIC, F-5E(J-3001)     | Flight test Service                                                  |
|      | Patrouille Suisse                     | aktiv   | Emmen                                                | F-5E                                                         | Hawker Hunter AFB Militärflugplatz Dübendorf | [ 81 ]                                                               |
|      | PC-7 Team                             | aktiv   | Militärflugplatz Dübendorf Flugplatzkommando Locarno | Pilatus PC-7                                                 |                                              | [ 82 ]                                                               |
|      | MHR Militär-Helikopter-Rettungsdienst | Inaktiv |                                                      |                                                              | Alouette III                                 | SAR, Aufgabe wurde von der zivilen REGA übernommen.                  |
|      | ADDC                                  | aktiv   | Militärflugplatz Dübendorf                           |                                                              |                                              | Air Force HQ, Air Operations Centre, Air Defence & Directions Center |
|      | Fallschirmaufklärer Kompanie 17       | aktiv   | Flugplatzkommando Locarno                            | MT-1                                                         |                                              | Para reccon                                                          |

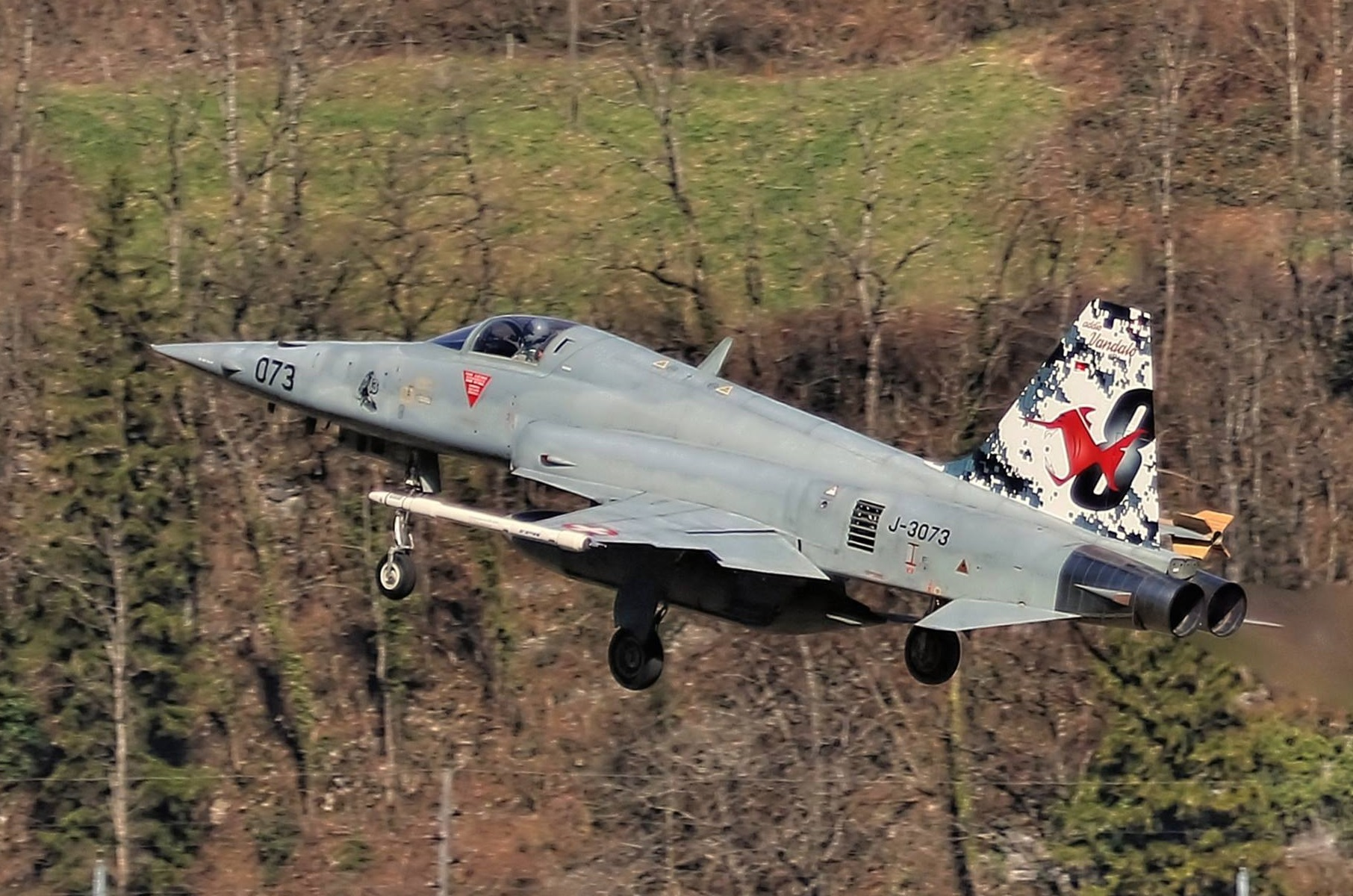
Staffelmaschine J-3073 der Fliegerstaffel 8 Vandalos
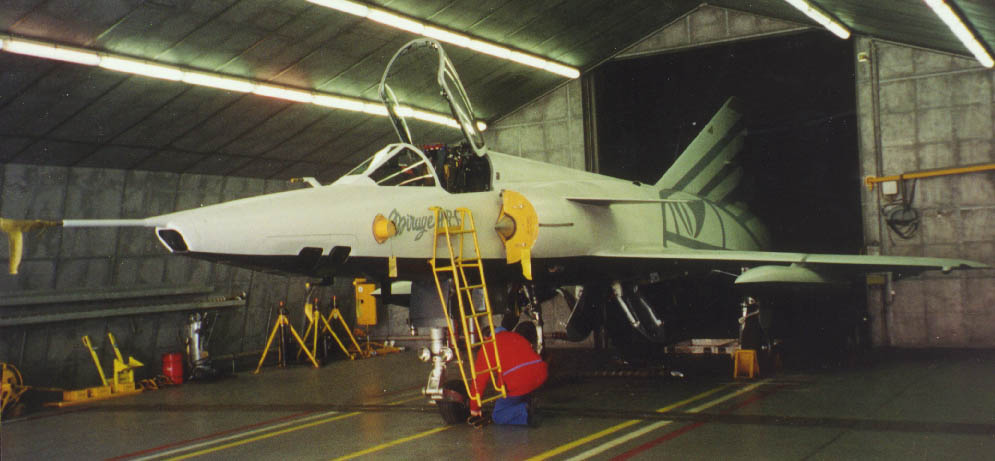
Mirage IIIRS Fl St 10
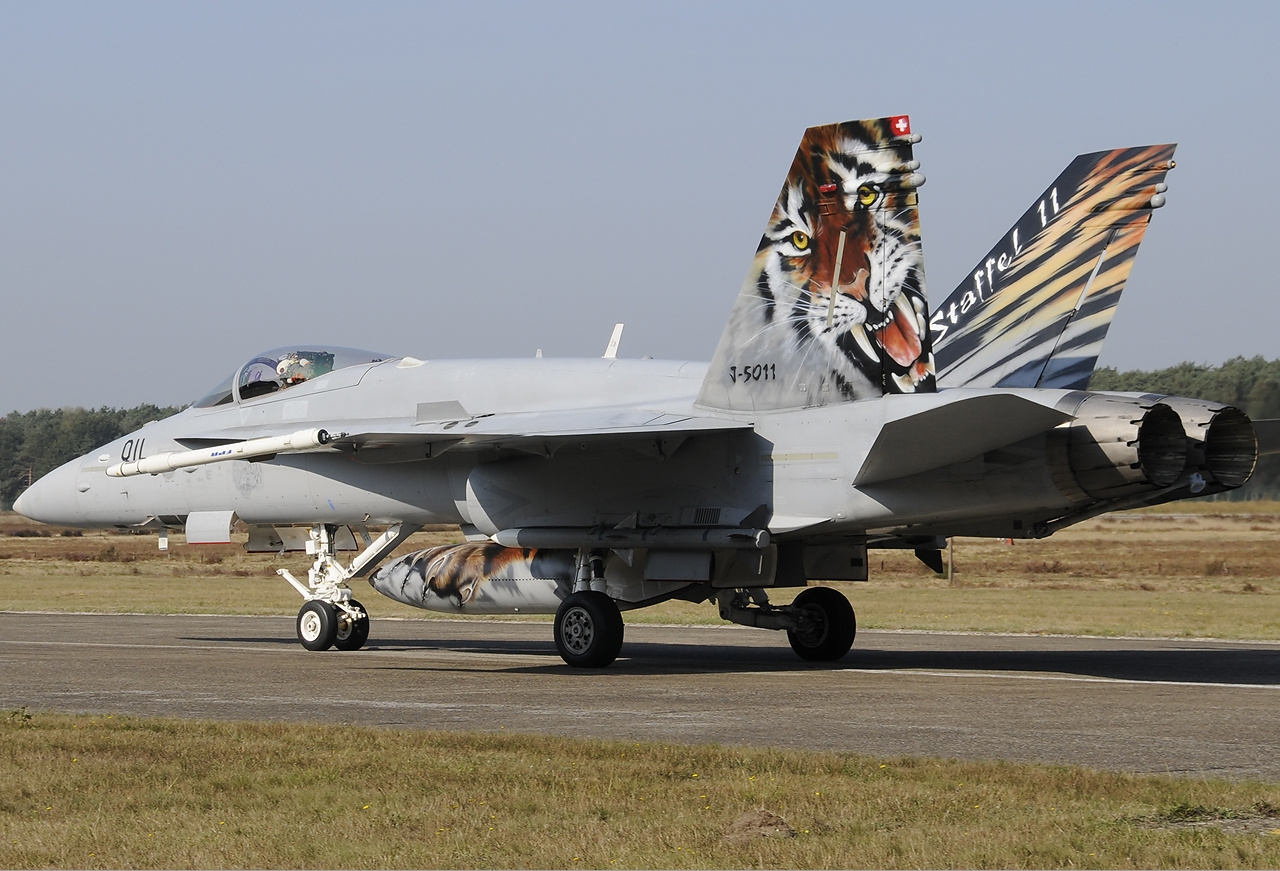
Fl St 11 F/A-18C J-5011 Tigers
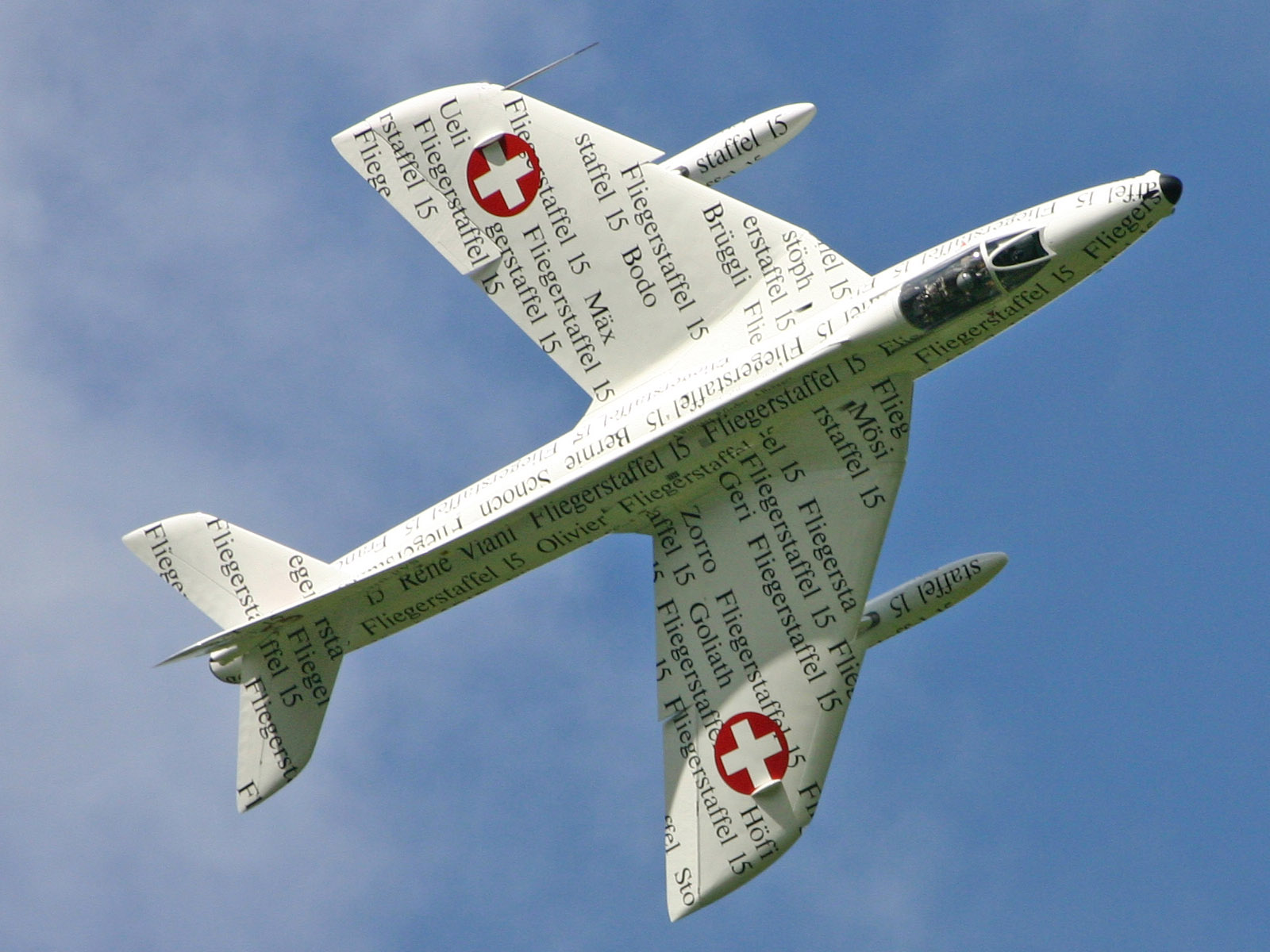
Papyrus Hunter Fl St 15
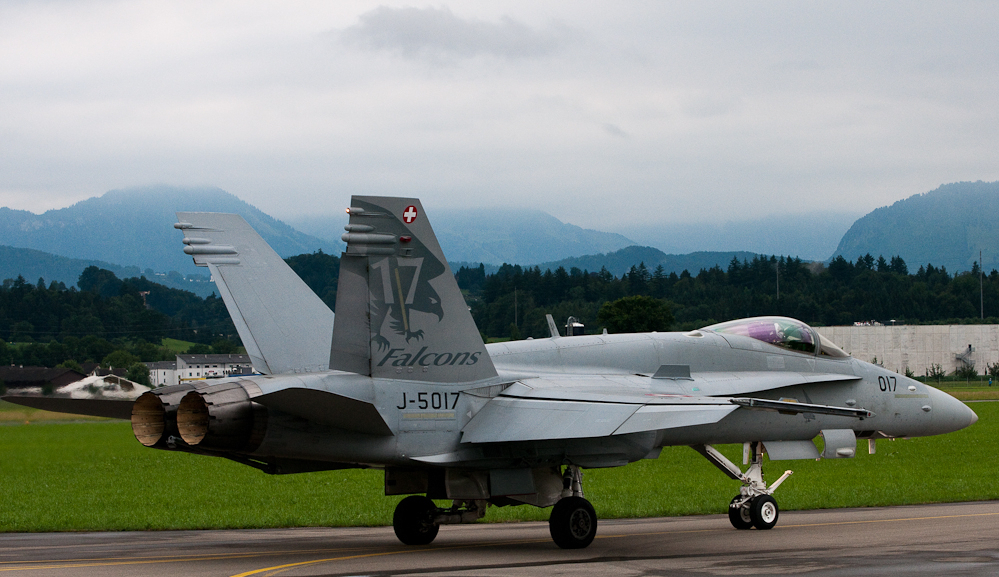
Fl St 17 F/A-18C J-5017 Falcons
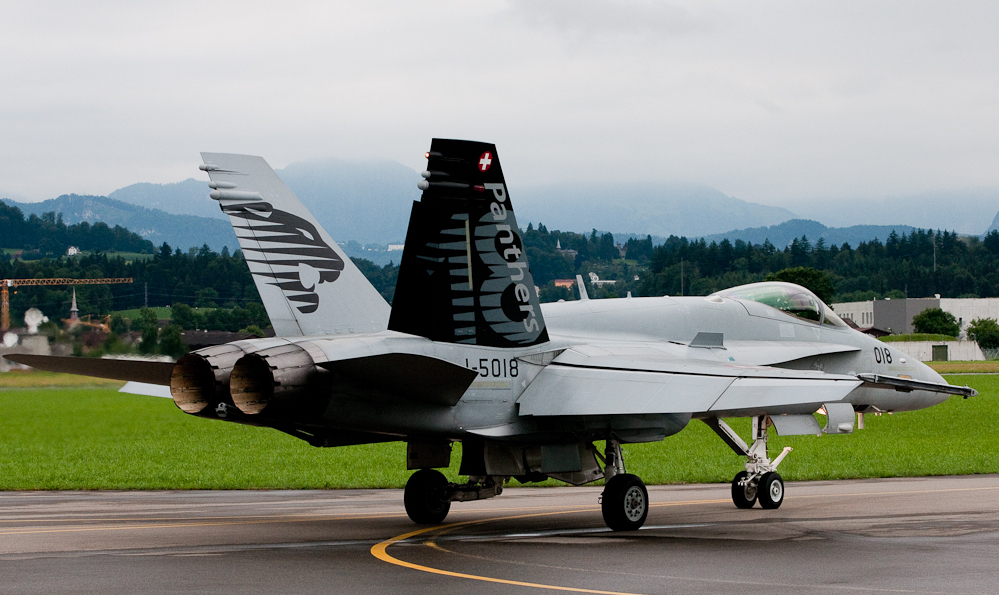
F/A-18C J-5018 Fl St 18 Panthers
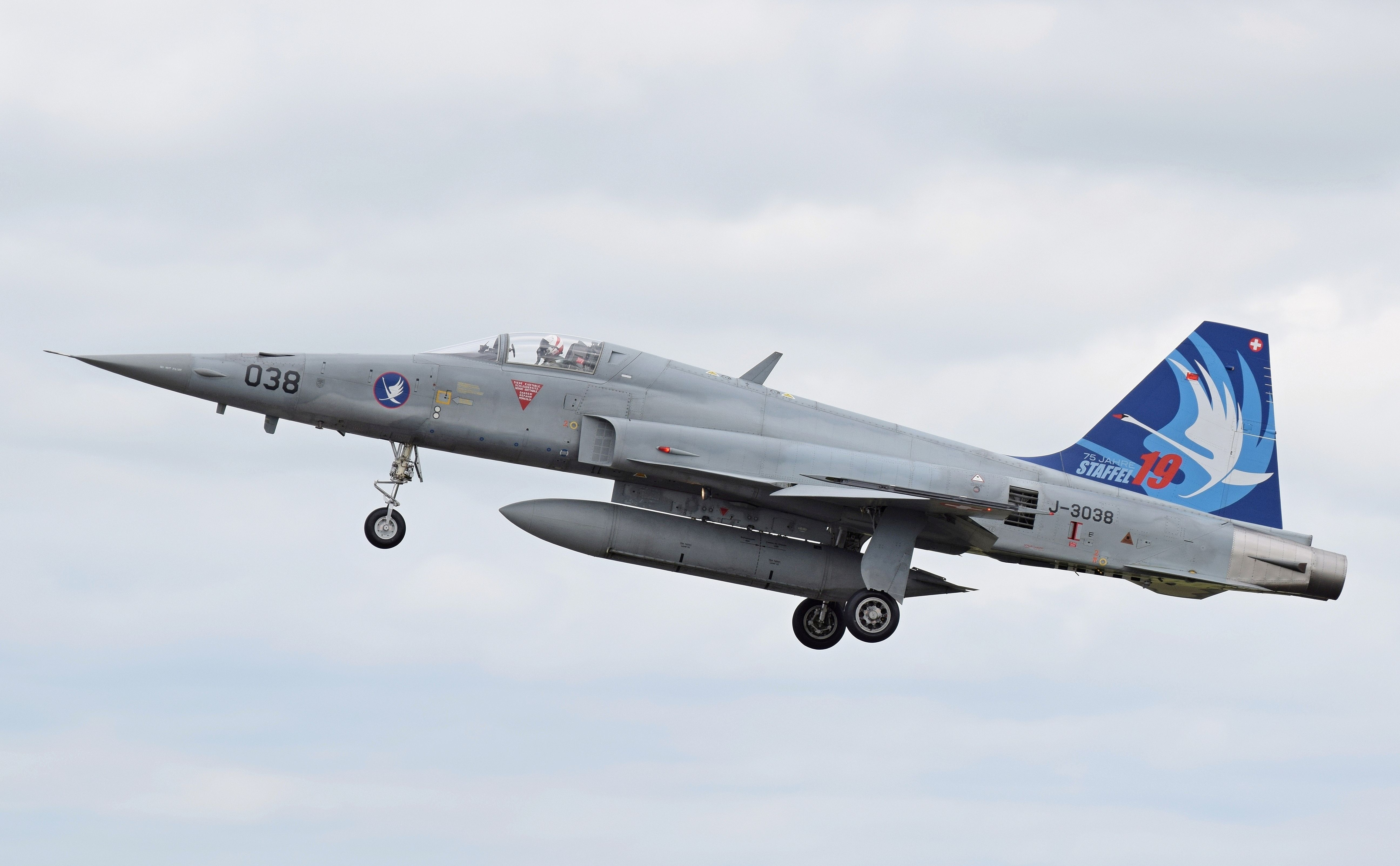
F-5E Tiger II J-3038 Fl St 19 Swans
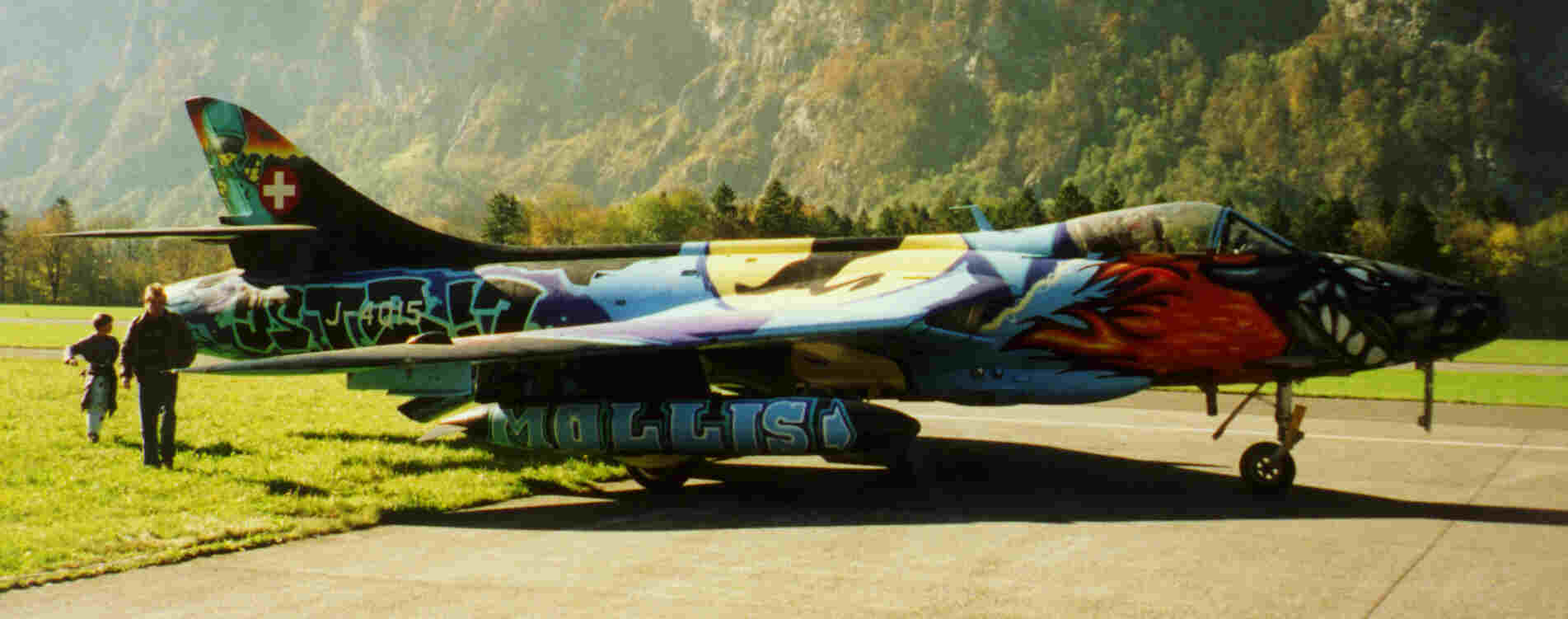
Bison Hunter Fl St 20
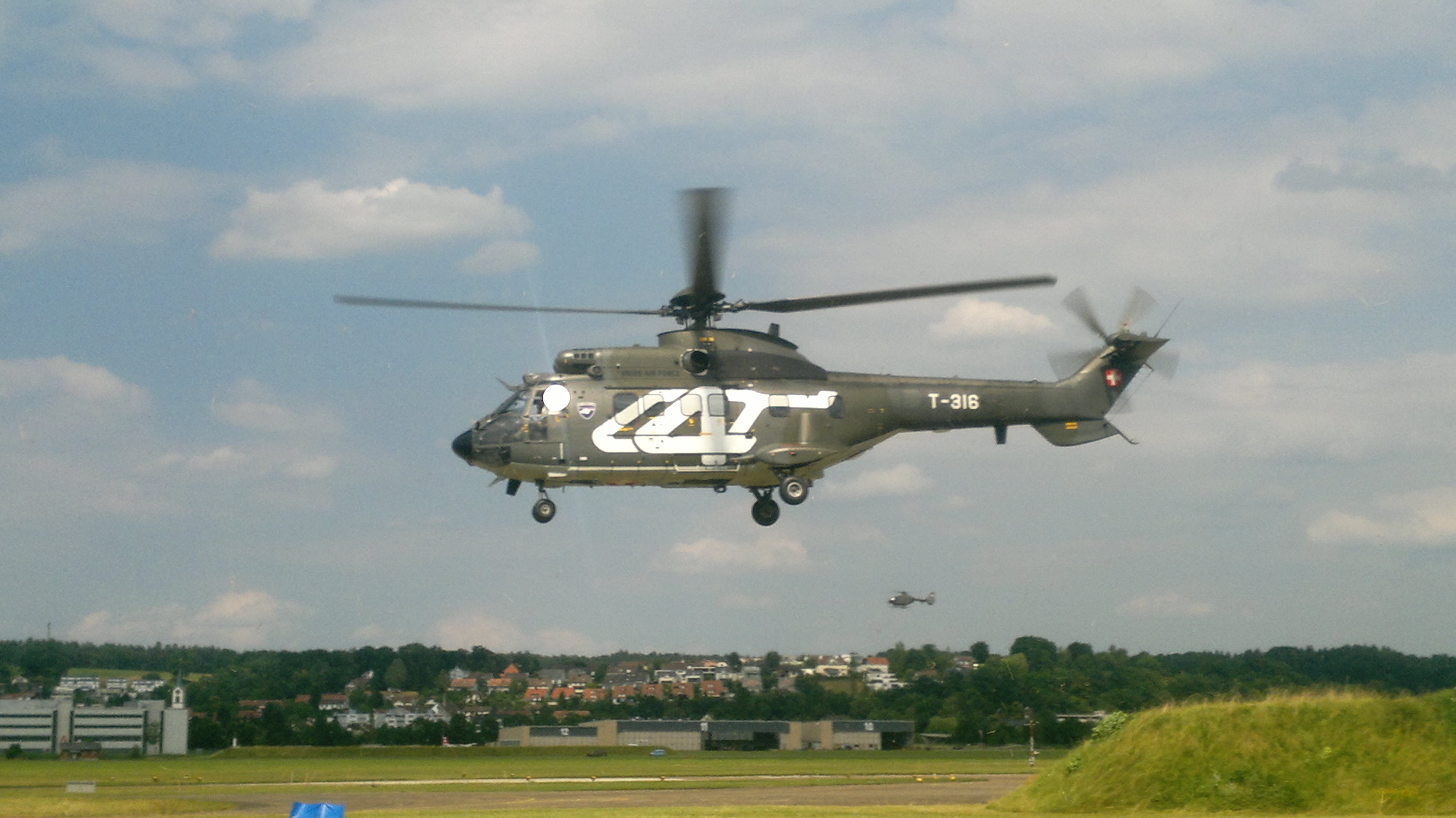
Super Puma T-316 LT St 4